# قائمة مواقع التراث العالمي في غرب آسيا

شعار لجنة التراث العالمي التابعة لليونسكو.

مواقع التراث العالمي هي معالم ترشّحها لجنة التراث العالمي في اليونسكو لتُدرَج ضمن برنامج مواقع التراث العالمي الذي تديره اليونسكو. هذه المعالم قد تكون طبيعية، كالغابات وسلاسل الجبال، ثقافية أو من صنع الإنسان، كالبنايات والمدن. ويعتمد الاختيار على عشرة شروط، ستة منها ثقافية (الشروط الستة الأولى) وأربعة طبيعية (الشروط الأربعة المتبقية)؛ وفي بعض الأحيان يطابق الموقع المختار ضمن اللائحة المعايير الثقافية والطبيعية معاً.
وبحسب معاهدة مواقع التراث العالمي يحق لأي بلد عضو في اليونسكو ترشيح المواقع الطبيعية والثقافية لتوضع على لائحة التراث العالمي؛ تُصوِّت لجنة التراث العالمي على اختيار الموقع، شرط أن يكون مستوفيا لواحد من الشروط العشرة على الأقل.
في منطقة غرب أسيا 107 موقع تراث عالمي مسجّلة على لائحة التراث العالمي، موزّعة في 18 دولة ذات سيادة في غرب آسيا وهي: أرمينيا، أذربيجان، البحرين، قبرص، جورجيا، إيران، العراق، فلسطين، الأردن، لبنان، سلطنة عمان، فلسطين، المملكة العربية السعودية، سوريا، تركيا، الإمارات العربية المتحدة، قطر، اليمن.
في حين أن لمصر امتداد آسيوي، إلا أن مواقعها التراثية تصنّف ضمن قارة أفريقيا. هناك موقع تراثي واحد في القدس، الكويت الدولة الوحيدة في المنطقة التي لا تمتلك أي مواقع تراث عالمي مُدرجة، محمية المها العربي هو أول موقع تراثي يُسجّل في سلطنة عمان عام 1994، لكن اليونسكو قد شطبته من لائحة التراث العالمي في عام 2007، ويعد أول موقع تشطبه اليونسكو، وذلك بسبب قرار الحكومة خفض مساحة المحمية بنسبة 90 في المائة وبسبب أعمال الصيد غير المشروعة وتدهور البيئة التي تعيش فيها المها.
في المنطقة، تعتبر إيران أكثر بلد يملك مواقع تراثية على لائحة التراث العالمي، حيث تمتلك 23 موقعاً، وأول مواقع اختيرت من قبل اليونسكو كانت في إيران، حيث اختارت اليونسكو تخت جمشيد، ميدان نقش جهان، جغا زنبيل. تليها من حيث العدد سوريا، إلا أن معظم مواقعها باتت على لائحة المواقع المهددة بالخطر. كل سنة، تضيف لجنة التراث العالمي مواقع جديدة إلى القائمة، أو تزيل المواقع التي لم تعد تستوفي المعايير.
يوجد في غرب آسيا 100 موقع ثقافي، وثلاثة مواقع طبيعية، و4 مواقع مختلطة.
ويقع إدراج المناطق على لائحة المناطق المعرضة للخطر على عاتق لائحة التراث العالمي أيضاً، هناك 17 موقعا في المنطقة معرضة للخطر حالياً، موقع واحد قلعة بهلاء، قد أدرجت سابقاً في قائمة مواقع التراث العالمي المعرضة للخطر التي نظرت فيها اليونسكو في عدد من الحالات الأخرى.
في عام 2019، رفعت اليونسكو كنيسة المهد من لائحة التراث العالمي المعرض للخطر، إذ كانت مدرجة على تلك القائمة منذ عام 2012.

## دليل
الجدول هناك فرز بواسطة الضغط على  في أعلى العمود المناسب؛ فرز على حسب، الأبجدية، الاسم، المساحة، المنطقة، السنة.
الأسم؛ كما أدرجته لجنة التراث العالمي
الموقع؛ اسم المدينة أو المقاطعة أو الدولة أو الأقليم.
معيار؛ فئة الموقع
المساحة؛ يتم كتابة المساحة في هكتار، وفدان، إذا كان متوفراً، ويعني صفر أنه لم تنشر اليونسكو أية بيانات عنه.
السنة؛ تكتب السنة التي تم إدراج الموقع في قائمة التراث العالمي.
الوصف؛ معلومات موجزة عن الموقع، بما في ذلك أسباب تعرض الموقع للخطر، إن أمكن.

## القائمة الأساسية
| الأسم                                                                            | الصورة | الموقع | المعيار                      | المساحة هكتار (فدان)                                       | السنة | الوصف | المصادر         |
| -------------------------------------------------------------------------------- | --- | --- | ---------------------------- | ---------------------------------------------------------- | ----- | --- | --------------- |
| الافلاج                                                                          | | المنطقة الشرقية والباطنة، سلطنة عمان · 22°59′56″N 57°32′10″E / 22.99889°N 57.53611°E                             | ثقافي: (v)                   | 1,456 (3,600); منطقة عازلة 16,404 (40,540)                 | 2006  | الأفلاج نظام مائي فريد يشكل موروثاً للعمانيون منذ ما يزيد عن الفي عام كأقدم هندسة ري بالمنطقة ويعتبر مصدر رئيسي لمياه السلطنة، والتي أضيفت إلى لائحة التراث العالمي: فلج دارس، فلج الخطمين، فلج الملكي، فلج الميسر، فلج الجيلة. | [ 14 ]          |
| مدائن صالح                                                                       | | منطقة المدينة المنورة، المملكة العربية السعودية · 26°47′1″N 37°57′18″E / 26.78361°N 37.95500°E                   | ثقافي: (ii)(iii)             | 1,621 (4,010); منطقة عازلة 1,659 (4,100)                   | 2008  | مدائن صالح وكانت تعرف قديماً بمدينة الحِجْر، هي موقع أثري يقع في شمال غرب المملكة العربية السعودية وتحديداً في محافظة العُلا التابعة لمنطقة المدينة المنورة. يحتل المكان موقعاً إستراتيجياً على الطريق الذي يربط جنوب شبه الجزيرة العربية ببلاد الرافدين وبلاد الشام ومصر، كما أن للمكان شهرته التاريخية التي استمدّها من موقعه على طريق التجارة القديم الذي يربط جنوب شبه الجزيرة العربية والشام، والحجر اسم ديار ثمود بوادي القرى بين المدينة المنورة وتبوك. ورد ذكر الحجر في القرآن على أنها موطن قوم ثمود، اللذين استجابوا لدعوة نبي الله صالح، ثم ارتدوا عن دينهم وعقروا الناقة التي أرسلها الله لهم آية فأهلكهم بالصيحة. | [ 16 ]          |
| الزبارة                                                                          | Zubarah Fort. | بلدية الشمال، قطر · 25°58′41″N 51°1′47″E / 25.97806°N 51.02972°E                                                 | ثقافي: (iii)(iv)(v)          | 416 (1,030); منطقة عازلة 7,196 (17,780)                    | 2013  | الزبارة، وهي مدينة ساحلية تاريخية غير مأهولة بالسكان حاليا، على الساحل الشمالي الغربي، وتبعد حوالي مائة كلم عن مدينة الدوحة. وقد تم إنشاؤها منتصف القرن الـ18، وتطورت المدينة لتصبح أحد أكبر مراكز التجارة بالمنطقة وتجارة اللؤلؤ بالتحديد. | [ 18 ]          |
| حلب القديمة                                                                      | City view with a wall and a mosque. | سوريا، محافظة حلب، سوريا · 36°14′0″N 37°10′0″E / 36.23333°N 37.16667°E}}                                         | ثقافي: (iii)(iv)             | 350 (860)                                                  | 1986  | في عام 1986 أعلنت المدينة القديمة بحلب جزاً من التراث العالمي من قبل منظمة الأمم المتحدة للعلوم والتربية والثقافة. في حلب ماض مجيد يظهر في كل مكان في العمارة، القلعة، الأسواق التقليدية، في البيوت القديمة والثقافة والفلكلور الذين تمت حمايتهم بعناية من الموسيقى والحرف اليدوية، حلب تفتخر باصولها حيث تمتد تاريخها لألف عام، تشتهر بنوعية الحياة والضيافة الأسطورية، انها جنة بانتظار أن تستكشف، وبعد الحرب الأهلية السورية والمعارك الحاصلة في المدينة دمرت اجزاء واسعة ونزح معظم السكان. | [ 20 ]          |
| بصرى                                                                             | An old amphitheatre. | محافظة درعا، سوريا · 32°31′5″N 36°28′54″E / 32.51806°N 36.48167°E                                                | ثقافي: (i)(iii)(vi)          | —                                                          | 1980  | بصرى الشام مدينة صغيرة في جنوبي سورية، وترتفع عن سطح البحر 850 متراً، وهي مركز للناحية المسماة باسمها. وتقع هذه المدينة المشهورة بأطلالها وآثارها في سهل النقرة الخصيب على أطراف اللجاة الجنوبية، قرب وادي الزيدي شمالاً ووادي البطم جنوباً، وكانت يوماً عاصمة للأنباط العرب، وقد اغتنم الرومان فرصة وفاة الملك النبطي أرعبال الثامن ليضموا المدينة والمقاطعة إلى الإمبراطورية الرومانية عام 106م ولتصبح مدينة بصرى عاصمة للولاية العربية التابعة للإمبراطورية الرومانية، ثم غدت المدينة مركزاً للكرسي الأسقفي بعد تبني الإمبراطورية الرومانية الشرقية المسيحية رسمياً. وتعني كلمة «بصرى» في الكتابات السامية القديمة «الحصن»، ولكان لموقعها المميز أثره الكبير في مكانتها المرموقة بين مدن الشرق القديم. حيث لعبت دوراً حضارياً وتجاريًاً مهماً. | [ 22 ]          |
| دمشق القديمة                                                                     | Ruins of a stone building with columns and without roof.                                                                                       | محافظة دمشق، سوريا · 33°30′41″N 36°18′23″E / 33.51139°N 36.30639°E                                               | ثقافي: (i)(ii)(iii)(iv)(vi)  | 86 (210)                                                   | 1979  | تأسّست مدينة دمشق في القرن الثالث ق. م. وهي إحدى أقدم المدن في منطقة الشرق الأوسط. ازدهرت فيها الصناعات الحرفية في خلال العصور الوسطى، لا سيّما صناعة السيوف والأشرطة المخرّمة. وتضمّ المدينة اليوم حوالى 125 معلماً تاريخياً، أحدها، لا بل ربّما أكثرها إبهاراً، هو الجامع الأمويّ الكبير الذي بُني في القرن الثامن الميلادي فوق أطلال مقامٍ آشوريّ. | [ 24 ]          |
| المدن المنسية                                                                    | Ruins of a stone church without roof. | سوريا · 36°20′3″N 36°50′39″E / 36.33417°N 36.84417°E                                                             | ثقافي: (iii)(iv)(v)          | 12,290 (30,400)                                            | 2011  | المدن المنسية (لأن سكانها هجروها منذ أكثر من ألف عام) هي المدن التي نشأت على سلسلة كتل جبلية قليلة الارتفاع بين محافظات حلب وإدلب وحماة بين القرنين الأول والسابع الميلاديين وتعتبر جزءاً مهماً من تاريخ سورية وحضارتها. وتتوزع هذه المدن على كتلة جبل سمعان وكتلة جبل بريشيا والأعلى والدويلة والوسطاني وكتلة جبل الزاوية في الشمال السوري بين القمم الجبلية والسفوح والوديان ويطلق عليها علماء الآثار المدن المهجورة أو القرى المنسية أو العتيقة. وقدر عالم الآثار جورج تشالنكو أعداد هذه المدن والقرى بـ 778 موقعاً منها135 تقوم على خرائب مسكونة و322 موقعاً قامت على أنقاضها تجمعات سكنية حديثة و321 موقعاً محفوظاً بشكل مناسب غير أن تغييرات كبيرة حدثت في تلك المنطقة نتيجة التوسع السكاني والسكن فيها واستخدام حجارتها للبناء وأراضيها للزراعة ولم يعد عدد هذه القرى والمدن يتجاوز60 موقعاً. | [ 26 ]          |
| عنجر                                                                             | Ruins of buildings consisting of some arches.                                                                                                  | محافظة البقاع، لبنان · 33°43′33″N 35°55′47″E / 33.72583°N 35.92972°E                                             | ثقافي: (iii)(iv)             | —                                                          | 1984  | تعتبر قلعة عنجر التاريخية إحدى أهم المعالم الأثرية في لبنان فهي تُشكل واحدة من أكبر المدن الأموية المتكاملة في الشرق، فبالإضافة إلى القصر والمسجد هناك السوق الشعبي الكبير والحمامات البخارية المتميزة والباحة الخارجية التي تُشكل بحد ذاتها واحدة من روائع التصميم الحضاري للقلعة والتناسق المذهل في داخلها. | [ 28 ]          |
| طروادة                                                                           | Ruined walls. | محافظة جاناكالي، تركيا · 39°57′23″N 26°14′20″E / 39.95639°N 26.23889°E                                           | ثقافي: (ii)(iii)(vi)         | 158 (390)                                                  | 1998  | طروادة مدينة قديمة في آسيا الصغرى (مدينة جنق قلعة -تركيا الآن)، ذاعت شهرتها من خلال أساطير الإغريق الأوائل، وتُدعى أيضا “إلْيُوم”. وتحتل طروادة مكانة ضمن قائمة “اليونسكو” منظمة الأمم المتحدة للتربية والعلم والثقافة. وطروادة مدينة تاريخية قديمة تقع في منطقة الأناضول، ازدهرت هذه المدينة في الألف الثالث قبل الميلاد. وقد اشتهرت قصة حصان طروادة الخشبي الذي اختبأ داخله الجنود الإسبرطيون، وتسلّلوا ليلا لفتح أبواب المدينة أمام جيوش الملك مينلاوس، ملك إسبرطة بقيادة أخيه أجاممنون، الذي حاصر المدينة المنيعة، ردحا من الزمن، يقارب العشر سنوات، وما كان من الممكن إسقاطها إلا بالخدعة. | [ 30 ]          |
| المواقع الأثرية في بات والخطم والعين                                             | Burial mound at the site of Al-Ayn | محافظة الظاهرة، سلطنة عمان · 23°16′11″N 56°44′42″E / 23.26972°N 56.74500°E                                       | ثقافي: (iii)(iv)             | —                                                          | 1988  | موقع التاريخي بات يقع بالقرب من بستان النخيل في المناطق الداخلية من سلطنة عمان. جنبا إلى جنب مع المواقع المجاورة، وأنه يشكل جمع الأكثر اكتمالا من المستوطنات والمقابر من ثلاثة الاف سنة قبل الميلاد. من البرج، والتي هي بمثابة نقطة مرجعية للموقع، يمكن تمييز على الفور إلى الشرق على منحدر، سلسلة من المنازل المستطيلة مع المحاكم المركزية، إلى الشمال، يمكن رؤية مقابرة واسعة التي يمكن تقسيمها إلى مجموعتين متميزتين. تقع المجموعة الأولى في أعلى المنحدر الصخري. وتنتشر هذه المقابرالحجرية الجافة (بعض منها يعود إلى تاريخ من الألفية الرابعة) على طول الطريق من بات إلى الوهرة. المجموعة الثانية تمتد على مصاطب الأرز الجنوب الشرقي من الوادي وتضم أكثر من 100 مقابر الحجر الجاف " تشبه "خلية النحل"، والتي تميل إلى أن تكون منشأة وفقا لخطة شاملة. في منطقة مقيدة، ومساحة متماسكة، كانت تشهد مقبرة بات التي هي مميزة وفريدة من نوعها لتطور الممارسات الجنائزية خلال العصر البرونزي الأول في شبه جزيرة عمان. | [ 32 ]          |
| مجموعة الأديرة الرهبانية الأرمنية في منطقة أذربيجان الإيرانية                    | Stone church in the mountains with two massive towers topped by a conical roof                                                                 | غرب أذربيجان، إيران · 38°58′44″N 45°28′24″E / 38.97889°N 45.47333°E                                              | ثقافي: (ii)(iii)(vi)         | 129 (320); منطقة عازلة 655 (1,620)                         | 2008  | يتألف الموقع القائم في شمال غرب إيران حالياً من ثلاث مجموعات رهبانية للديانة المسيحية الأرمنية: دير القديس تداوس، ودير القديس استبانوس، وكنيسة زور زور. تشهد هذه الصروح، التي يرقى أقدمها – دير القديس تداوس – إلى القرن السابع، على قيمة عالمية استثنائية وعلى حركة التبادل الهامة مع الثقافات الإقليمية الأخرى، وبالأخص البيزنطية والأرثوذكسية والفارسية. تقع الأديرة على الحافة الجنوبية الشرقية للمنطقة الرئيسية من الفضاء الثقافي الأرمني، وتشكل مركزاً رئيسياً لنشر هذه الثقافة في المنطقة. كما أنها تعدُّ آخر الآثار الإقليمية لهذه الثقافة، التي ما زالت في حالة مُرضية على صعيد السلامة والأصالة. ولكونها أمكنة للحج، فإن الأديرة تعتبَر شهادات حيَّة عن التقاليد الدينية الأرمنية عبر القرون. | [ 34 ]          |
| آشور (القلعة الشرقية)                                                            | American soldiers on guard at the ruins of Ashur in 2008                                                                                       | محافظة صلاح الدين، العراق · 35°27′32″N 43°15′35″E / 35.45889°N 43.25972°E                                        | ثقافي: (iii)(iv)             | 70 (170); منطقة عازلة 100 (250)                            | 2003  | مدينة آشور العتيقة مهددة بالخطر منذ العام 2003، وإلى حدود معطيات سنة 2015 لمنظمة اليونسكو، وتقع على ضفاف نهر دجلة شمال بلاد ما بين النهرين، في منطقة جغرافية بيئية مميزة، بنظام ريّ زراعي وأنظمة ريّ مميزة. وقد نشأت المدينة في الألفية الثالثة ق.م. وبين القرنين الرابع عشر والتاسع ق.م أصبحت المدينة العاصمة الأولى للإمبراطورية الآشورية، "مدينة دولة" ومفترقا تجاريًا دوليا. ثم دمِّرت المدينة على يد البابليين ولكنها استطاعت أن تنهض من الرماد في الحقبة البارثيّة بين القرنين الأول والثاني. | [ 37 ] [ 38 ]   |
| الدرعية                                                                          | Earthen colored building with small windows.                                                                                                   | منطقة الرياض، المملكة العربية السعودية · 24°44′3″N 46°34′21″E / 24.73417°N 46.57250°E                            | ثقافي: (ii)(iii)             | 29 (72)                                                    | 2008  | الدرعية هي مدينة عربيَّة تقع في إقليم عارض اليمامة التاريخي بجنوبي هضبة نجد، وتتبع إدارياً منطقة الرياض فيما تبعد عن العاصمة السعودية الرياض حوالي 20 كلم. وهي المحافظة الأولى في المملكة، يحدها من الشمال محافظة حريملاء، ومن الجنوب محافظة ضرما، ومدينة الرياض، ومن الشرق مدينة الرياض، ومن الغرب حريملاء ومحافظة ضرما. الدرعية إحدى أكثر مُحافظات المملكة العربية السعودية تقدما والأسرع تطورا. تبلغُ مساحتُها نحو (2020 كم²)، ويقطنها نحو 73 ألف نسمة. وتبلغُ نِسبة السعوديين من اجمالي عددِ السكان في الدرعية نحو 65% فيما يشكلُ غير السعوديين ما نسبته 35%. تمثل الدرعية رمزاً وطنيا بارزاً في تاريخ المملكة العربية السعودية، فقد ارتبط ذكرها بالدولة السعودية الأولى وكانت عاصمة لها، ولقد شكلت منعطفاً تاريخيا في الجزيرة العربية، بعد أن ناصر محمد بن سعود دعوة التجديد الديني التي نادى بها محمد بن عبد الوهاب عام 1744م، فأصبحت الدرعية قاعدة الدولة ومقر الحكم والعلم، واستمرت كذلك إلى أن اختار تركي بن عبد الله الرياض مقراً جديداً للحكم وذلك عام 1824م. | [ 43 ]          |
| بعلبك                                                                            | Fairly well preserved classical building surrounded by columns.                                                                                | محافظة البقاع، لبنان · 34°0′25″N 36°12′18″E / 34.00694°N 36.20500°E                                              | ثقافي: (i)(iv)               | —                                                          | 1984  | مدينة بعلبك التي تعتبر من أهم المدن السياحية في لبنان والتي حجزت لنفسها محطة تاريخية وسياحية مرموقة نظراً لما تتمتع به من موقع مميز وتحتوي على معابد وآثار رومانية ترجع لآلاف السنين، تستلقي فوق أعلى مرتفعات سهل البقاع وتقع على بعد 45 كلم من زحلة وتبعد عن شرق بيروت بمسافة (85)كلم وعلى مفترق عدد من طرق القوافل القديمة التي كانت تصل الساحل المتوسطي بالبر الشامي وشمال سوريا بفلسطين. أنشأها الفينيقيون في أوائل العام 2000 ق.م فبنوا فيها أول هيكل أهدي لإله الشمس، بعل، ومن هنا حصلت المدينة على اسمها. لكن الهيكل لا يمكن رؤيته الآن بسبب الأعمدة الرومانية التي بنيت فيما بعد في بعلبك، وقد ذكر أنيس فريحة في كتابه «أسماء المدن والقرى اللبنانية» أن أسم المدينة هو سامي ومصدره كلمتي «بعل» وتعني «مالك» أو «سيد» أو «رب»؛ وكلمة «بق» وتعني البقاع رافضا أن يكون اسم إله كما يقول البعض لعدم وجوده في اللغات السامية، فيكون معناها «إله وادي البقاع». | [ 45 ]          |
| المركز البهائي العالمي في حيفا وغرب الجليل                                       | Large white buildings in a landscape garden.                                                                                                   | حيفا والمنطقة الشمالية، إسرائيل · 32°49′46″N 34°58′18″E / 32.82944°N 34.97167°E                                  | ثقافي: (iii)(vi)             | 63 (160); منطقة عازلة 255 (630)                            | 2008  | أدرِجت الأماكن البهائية المقدسة في حيفا والجليل الغربي لما توفره من شهادة عن تقليد الحجة البهائي والإيمان العميق. وهي تحصي ما مجموعه 26 مبنى وصرحاً وموقعاً في 11 مكاناً في عكا وحيفا. ترتبط الأماكن بمؤسسي الديانة البهائية، ويُذكر من بينها ضريح بهاء الله في عكا وضريح الباب في حيفا. كما يشمل الموقع بيوتاً وحدائق ومقبرة ومجموعة واسعة من الأبنية الحديثة التي شيِّدت تبعاً للأسلوب الكلاسيكي الحديث، وتستخدَم للشؤون الإدارية وإيواء المحفوظات، وتعدّ مركزاً للبحوث. وُلدت الديانة البهائية عام 1844 مع إعلان دعوة الباب، نبيّها، في مدينة شيراز الإيرانية. وعلى أثر اغتيال الباب في عام 1850، أمضى مؤيده، بهاء الله، آخر 24 عاماً من حياته في منطقة الجليل الغربي، وعمل على جمع وتصنيف الكتابات الدينية التي أصبحت تشكل أساساً لديانته. | [ 47 ]          |
| مدينة عكا القديمة                                                                | Large white buildings in a landscape garden.                                                                                                   | غرب الجليل، إسرائيل · 32°55′42″N 35°5′2″E / 32.92833°N 35.08389°E                                                | ثقافي: (ii)(iii)(v)          | 2,299 (5,680); منطقة عازلة 633 (1,560)                     | 2001  | عكّا مدينة تاريخية محصّنة اشتهرت بمينائها العريق. توالت عليها حركات الاستيطان البشرية من دون توقف منذ الحقبة الفينيقية. أما مدينة عكّا الحالية فهي تميّز المدن المحصّنة العثمانية العائدة إلى القرنين الثامن عشر والتاسع عشر، بقلعتها، ومساجدها، وخاناتها وحمّاماتها العامة. وآثار مدينة الصليبيين التي ترقى إلى الفترة بين العامين 1104 و1291 سليمة بالكامل تقريبًا سواء أكانت تحت الأرض أم على سطحها، ما يكوّن صورة استثنائية لما كان عليه تنظيم المساحات العامة والبنى في عاصمة المملكة الصليبية في القدس، في القرون الوسطى. | [ 49 ]          |
| قلعة بهلاء                                                                       | Fort with towers, walls and small windows. | محافظة الداخلية، سلطنة عمان · 22°57′51″N 57°18′4″E / 22.96417°N 57.30111°E                                       | ثقافي: (iv)                  | —                                                          | 1987  | تعد قلعة بهلاء الواقعة في محافظة الداخلية من ولاية بهلاء من أهم القلاع الموجودة في سلطنة عمان بأكملها بالإضافة إلى أنها مدرجة ضمن قائمة التراث العالمي من قبل منظمة اليونسكو وقد قامت المنظمة باعتماده كمحمية ثقافية في سلطنة عمان في عام 1987 في الدورة الثانية عشر للمنظمة والتي أقيمت في البرازيل ويدخل في نطاق المحمية واحة بهلاء وبها العديد من الاسواق والحارات القديمة بالإضافة إلى المساجد الأثرية المقامة بها والقلعة بالكامل محاطة بسور عال يصل طوله إلى 13 كلم تقريبا وقد تم بناء تلك القلعة في فترة ما قبل الإسلام حيث أن القلعة قد تم بنائها في الألف الثالث قبل الميلاد الأمر الذي يجعلها قد مرت بالعديد من الحضارات القديمة في بلاد ما بين النهرين وبلاد فارس ومما يبدو من تصميم سور القلعة وإحتوائه على شرفات متعددة وفتحات مخصصة لأغراض إطلاق النار بالإضافة إلى بيت الحراس كل تلك الأمور تؤكد أن القلعة قد تم بناؤوها لأغراض الدفاع وتحصين من بداخل القلعة ضد أي هجوم خارجى حيث أن موقع القلعة كان يجعل منها مطمعا للكثيرين. | [ 51 ]          |
| بام ومشهدها الثقافي                                                              | View over a large ruined city colored uniformly in a grey-brown tone. In the background there is a castle in overlooking the surrounding city. | كرمان، إيران · 29°07′00.68″N 58°22′06.51″E / 29.1168556°N 58.3684750°E                                           | ثقافي: (ii)(iii)(iv)(v)      | —                                                          | 2004  | تقع بام ومشهدها الثقافي في بيئة صحراوية على الطرف الجنوبي للهضبة الإيرانية. ويمكن العودة بجذور بام حتى الحقبة الأخيمينية (القرن السادس إلى القرن الرابع ق.م.). وإذ كانت تقع على مفترق طرق تجارية هامة وتعرَف بإنتاج الحرير والملابس القطنية، عرفت أوج ازدهارها من القرن السابع إلى القرن الحادي عشر. وكانت الحياة في الواحة ترتكز على قنوات الريّ الجوفية التي حافظت بام على بعض من أقدمها في إيران. وتشكل "أرق إي بام" مثالاً عن مدينة القرون الوسطى المحصّنة والمبنية حسب تقنية محلية بواسطة طبقات من التربة (الشينة). | [ 53 ]          |
| المغطس                                                                           | Actual baptism site. | نهر الأردن، الأردن · 31°50′13″N 35°32′50″E / 31.83694°N 35.54722°E                                               | ثقافي: (iii)(vi)             | 294 (730); منطقة عازلة 957 (2,360)                         | 2015  | إن هذا الموقع الأثري، الذي يقع على بُعد تسعة كيلو مترات شمال البحر الميت، يضم منطقتين أثريتين رئيسيتين هما تل الخرار، المعروف باسم "تلة مار إلياس" أو "النبي إليا"، ومنطقة كنائس "يوحنا المعمدان" قُرب نهر الأردن. وهذا المكان الواقع في وسط منطقة قفرة يُعتبر وفقاً للتقاليد المسيحية الموقع الذي تم فيه تعميد يسوع الناصري على يد يوحنا المعمدان. ويتميز المكان بآثار تعود إلى العصور الرومانية والبيزنطية، كالكنائس والمعابد الصغيرة والأديرة، والكهوف التي كانت تُستخدم كملاجئ للنساك، فضلاً عن البرك المائية المخصصة للتعميد، مما يدل على القيمة الدينية لهذا المكان. كما هذا الموقع يمثل مقصداً للحجاج المسيحيين. | [ 55 ]          |
| التلال التوراتية – مجيدو، هازور وبير سبع                                         | Ruins of building consisting of low walls of unhewn stones.                                                                                    | إسرائيل · 32°35′50″N 35°10′56″E / 32.59722°N 35.18222°E                                                          | ثقافي: (ii)(iii)(iv)(vi)     | 96 (240); منطقة عازلة 604 (1,490)                          | 2005  | إن التلال، وهي نوع من الروابي المأهولة القديمة التي ترقى إلى حقبة ما قبل التاريخ، تميز سهول الجزء الشرقي من منطقة المتوسط، لاسيما لبنان وسوريا وإسرائيل وشرق تركيا. ومن بين أكثر من 200 تل في إسرائيل، تؤوي تلال مجيدو، هازور وبير سبع آثاراً هامة لمدن ذات مرجع توراتي. كما توفر هذه التلال الثلاث بعض أجمل النماذج لأنظمة جرّ المياه الجوفية في منطقة المشرق وترقى إلى العصر الحديدي، وهي بالغة التطور وقد أنشئت لتلبية المجموعات السكنية الكثيفة في المدن. كذلك، فإن آثار بنائها على مرّ العصور تعكس وجود سلطة مركزية في تلك الفترة، وزراعة مزدهرة ومراقبة للطرق التجارية الهامة. | [ 57 ]          |
| نقش بيستون                                                                       | Frieze in a rock with many people. | كرمانشاه، إيران · 34°23′18″N 47°26′12″E / 34.38833°N 47.43667°E                                                  | ثقافي: (ii)(iii)             | 187 (460); منطقة عازلة 361 (890)                           | 2006  | تماثيل منحوتة على الصخر من زمن الملك داريوش الأول الأخميني (522 ق.م). | [ 58 ]          |
| بورصة وكوماليكيزيك: ولادة الإمبراطورية العثمانية                                 | | مدينة بورصة وقرية كوماليكيزيك، بورصة، تركيا · 40°11′5″N 29°3′44″E / 40.18472°N 29.06222°E                        | ثقافية: (i)(ii)(iii)(iv)(vi) | 193 (480)                                                  | 2014  | هذه الممتلكات هو ترشيح تسلسلي من ثمانية مواقع في مدينة بورصة وقرية كوماليكيزيك المجاورة، في منطقة مرمرة الجنوبية، ويوضح الموقع إنشاء نظام حضري وريفي ينشئ للإمبراطورية العثمانية في أواقل القرن الرابع عشر. وتجسد الممتلكات المهام الرئيسية للمنظمة الاجتماعية والأقتصادية للعاصمة الجديدة التي تطورت حول مركز مدني. وتشمل هذه المناطق التجارية الخانات والكليات (المؤسسات الدينية) التي تدمج المساجد والمدارس الدينية والحمامات العامة ومطبخ للفقراء، فضلاً عن قبر اورخان غازي. مؤسس الأسرة العثمانية. أحد الممتلكات خارج المركز التاريخي لبورصا هي قرية كوماليكزك، القرية الريفية الوحيدة من هذا النظام. | [ 60 ]          |
| مدينة آني الأثرية                                                                | | قارص، تركيا · 40°30′0″N 43°34′0″E / 40.50000°N 43.56667°E                                                        | ثقافية: (ii)(iii)(iv)        | 193 (480)                                                  | 2016  | يقع هذا المكان في شمال شرق تركيا في منطقة معزولة مطلّة على واد يشكّل حدوداً طبيعيّة بين تركيا وأرمينيا. تعود هذه المدينة إلى العصور الوسطى وتجمع بين المباني السكنيّة والدينيّة والعسكريّة على غرار جميع المدن التي تعود إلى القرون الوسطى والتي شيّدت خلال عدّة قرون على يد المسيحيّين ثم المسلمين. ووصلت هذه المدينة إلى ذروة الازدهار في القرنين العاشر والحادي عشر بعد الميلاد حيث أصبحت عاصمة المملكة الأرمنية في العصور الوسطى على زمن الشعوب باغراتونية واكتسبت ثروتها من تجارة الحرير. وبعد ذلك، وعلى زمن البيزنطيّين، والسلاجقة والجورجيّين، أصبحت المدينة حلقة وصل مهمّة لقوافل التجار. وبدأت عظمة المدينة بالتهاوي بعد الغزو المغولي والزلزال المدمر عام 1319. | [ 62 ]          |
| قلعة ديار بكر والمشهد الثقافي لحدائق                                             | | محافظة ديار بكر، تركيا · 37°54′11″N 40°14′21″E / 37.90306°N 40.23917°E                                           | ثقافية:(iv)                  | 5,212 (12,880)                                             | 2015  | إن مدينة ديار بكر المحصنة والمشهد الثقافي المحيط بها، الواقعة على جرف من أعالي حوض نهر دجلة، هي جزء من المنطقة المسماة "الهلال الخصيب"، كانت مركزاً مهماً منذ العصر الهيللينستي، وخلال العصور الرومانية والساسانية والبيزنطية والإسلامية والعثمانية حتى الوقت الحاضر. ويضم الموقع هضبة آمد المعروفة باسم "إيكال" (القلعة الداخلية)، وأسوار مدينة ديار بكر التي يبلغ طولها 5,8 كم، بما تشمله من العديد من الأبراج والبوابات والدعامات، والنقوش البالع عددها 63 نقشاً التي تعود إلى عصور مختلفة، فضلاً عن حدائق "هوسال"، وهي عبارة عن رابطة خضراء بين المدينة ونهر دجلة الذي كان يوفر للمدينة الأغذية والمياه. | [ 64 ]          |
| جبيل                                                                             | A small port in a town. | محافظة جبل لبنان، لبنان · 34°7′9″N 35°38′51″E / 34.11917°N 35.64750°E                                            | ثقافي: (iii)(iv)(vi)         | —                                                          | 1984  | مدينة جبيل هي أول مدينة في العالم ما زالت مأهوله بالسكان منذ ثمانية آلاف سنة، حسب أعتقاد مؤرخون، ويستندون إلى مجموعة آثار أكتشفت في المدينة في عشرينيات القرن الماضي تثبت أن الإنسان عاش في المكان منذ عصور ما قبل الميلاد. وتتوفر المدينة على معالم أثرية وسياحية متعددة تجعلها من أبرز الوجهات السياحية على شاطئ البحر المتوسط ومنها قلعة جبيل التاريخية، وتتوفر على ميناء مهم أستعمل لتصدير خشب الأرز إلى مصر عبر السفن الفينيقية قبل أربعة آلاف سنة، وتتميز بأسواق قديمة مليئة بالمطاعم والمحلات التجارية حيث الصناعة التقليدية. | [ 66 ]          |
| كهفا ماريشا وبيت غوفرين في أراضي يهودا المنخفضة بوصفهما نسخة مصغّرة عن أرض الكهوف | | المنطقة الجنوبية، إسرائيل · 31°36′0″N 34°53′44″E / 31.60000°N 34.89556°E                                         | ثقافي: (V)                   | 259 (640)                                                  | 2014  | يتميّز هذا الموقع، الذي يشكل "مدينة تحت مدينة"، بمجموعة من الكهوف الإصطناعية التي جرى تنقيبها من طبقة الطبشور الناعم السميكة والمتجانسة في تلال يهودا المنخفضة. ويشمل غرفا وشبكات تتمتع بأشكال ووظائف متنوّعة، وهو يقع في أسفل مدينتي ماريشا وبيت غوفرين اللتين تشهدان على حقبات تاريخية متتابعة من التنقيب والاستخدام تمتد على أكثر من 2000 سنة، أي من العصر الحديدي وصولا إلى الحملات الصليبية، بالإضافة إلى مجموعة واسعة ومتنوّعة من طرائق التشييد تحت الأرض. وكانت عمليات الحفر الأساسية تتمثل في المقالع، إلاّ أنّه جرى تحويلها لأغراض متنوّعة تتعلّق بالزراعة وبصناعة الحرف المحلية، ولا سيما مكابس النفط، وأبراج الحمام، والإسطبلات، والصهاريج، والقنوات الجوفية، والحمامات، والمقابر وأماكن العبادة، وأماكن الاختباء خلال الاضطرابات. | [ 66 ]          |
| كاتدرائية إتشميادزينه وكنائسها والموقع الأثري في زفارنوتز                        | Stone church with a central tower topped by a conical roof and several smaller towers.                                                         | محافظة آرماوير، أرمينيا · 40°9′34″N 44°17′43″E / 40.15944°N 44.29528°E                                           | ثقافي: (ii)(iii)             | 74 (180)                                                   | 2000  | تظهر كاتدرائية إتشميادزين وكنائسها بالإضافة إلى الآثار في زفانوتز تطوّر الكنيسة الكبيرة الأرمنية ذات القبة المركزية والتصميم على شكل صليب الذي كان له الأثر الكبير على التطوّر الهندسي المعماري والفني في المنطقة. | [ 68 ]          |
| شويروكويتا                                                                       | Small white circular huts with flat roof. | منطقة لارنكا، قبرص · 34°47′54″N 33°20′36″E / 34.79833°N 33.34333°E                                               | ثقافي: (ii)(iii)(iv)         | —                                                          | 1998  | يُعتبر موقع شويروكويتا الذي يرقى إلى العصر الحجري والمأهول منذ القرن السابع والسادس ق.م أحد أهم المواقع التاريخيّة التي تعود إلى العصر الحجري في الجزء الشرقي من المتوسط. ولقد سمحت الآثار التي تمّ اكتشافها أثناء التنقيب بالتعرّف إلى تطوّر المجتمع الإنساني في هذه المنطقة. ولم يتم التنقيب في الموقع إلاّ بصورة جزئية وهو يُشكّل بالتالي خزّاناً تراثيّاًً استثنائيّاًً لأعمال البحث المستقبليّة. | [ 70 ]          |
| مهد ولادة يسوع المسيح: كنيسة المهد وطريق الحجاج، بيت لحم                         | View of The Church of the Nativity from Manger Square.                                                                                         | محافظة بيت لحم، فلسطين · 31°42′16″N 35°12′28″E / 31.70444°N 35.20778°E                                           | ثقافي: (iv), (vi)            | 2.98 (7.4)                                                 | 2012  | وهذا الموقع هو على مسافة 20 كيلومترات من مدينة القدس ويوجد عند المكنة التي يعترف بها أبناء الديانة المسيحية، منذ القرن الثاني، على انها مكان ولادة يسوع المسيح. وبنيت الكنيسة في العام 339. وقد حافظ البناء الذي أعيد تشييده في القرن السادس بعد الحريق الذي أصاب الكنيسة، على بقايا الفسيفساء الأصلية على الأرض. ويشمل الموقع أيضا كنائس وأديرة، يونانية ولاتينية وأرثوذكسية وفرنسيسكان وأرمن، وكذلك أجراسا وحدائق متنوعة على طول طريق الحجاج. في عام 2019 خلال اجتماع لجنة اليونسكو الحادية والعشرين قررت رفعها من لائحة مواقع التراث العالمي المعرضة للخطر. | [ 74 ] [ 75 ]   |
| قلعة أربيل                                                                       | The Citadel of Erbil. | كردستان العراق، العراق · 36°11′28″N 44°0′33″E / 36.19111°N 44.00917°E                                            | ثقافي: (iv)                  | 16 (40); منطقة عازلة 268 (660)                             | 2014  | تقع في وسط مدينة أربيل في كردستان العراق يعود تاريخها إلى عصر الآشوريين. بنيت لأغراض دفاعية حيث كانت تعد حصناً منيعاً لمدينة أربيل في تلك الحقبة الزمنية. وكانت قلعة أربيل عند إنشائها تضم المدينة بالكامل. | [ 77 ]          |
| مدينة سفرنبلو                                                                    | White houses with red tile roofs on a hillside.                                                                                                | مدينة وحي سفرنبلو، محافظة كارابوك، تركيا · 41°15′36″N 32°41′23″E / 41.26000°N 32.68972°E                         | ثقافي: (ii)(iv)(v)           | 193 (480)                                                  | 1994  | من القرن الثامن وحتى ظهور السكة الحديد في مطلع القرن العشرين، شكلت سفرنبلو محطة هامة للقوافل على الطريق التجارية الرئيسة بين الشرق والغرب. وقد تم بناء مسجدها القديم وحماماتها ومدرسة سليمان باشا عام 1322. وإذ بلغت المدينة أوجها في القرن السابع عشر، أثرت هندستها في تطور التخطيط المدني لجزء كبير من الإمبراطورية العثمانية. | [ 79 ]          |
| قلعة الفرسان وقلعة صلاح الدين                                                    | A fortress of grey stone. | حمص واللاذقية، سوريا · 34°46′54″N 36°15′47″E / 34.78167°N 36.26306°E                                             | ثقافي: (ii)(iv)              | 9 (22)                                                     | 2006  | يجسّد هذان القصران التأثير الثقافي المتبادل وتطور الهندسة العسكرية في الشرق الأوسط طوال مرحلة الحروب الصليبية من القرن الحادي عشر ولغاية القرن الثالث عشر. وقد تم بناء قلعة الفرسان على يد أخوية فرسان القديس يوحنا المعروفة بفرسان المشفى من عام 1142 إلى عام 1271، فيما أنجزت المرحلة الثانية من الأعمال على يد المماليك في نهاية القرن الثالث عشر. وتعدّ قلعة الفرسان من قصور الحروب الصليبية التي حظيت بأعلى درجة من الحماية. أما قلعة صلاح الدين، فتشكل رغم الدمار الجزئي الذي حلّ بها مثالاً هاماً آخر لهذا النمط من القلاع، سواء على مستوى نوعية البناء أو على مستوى البصمات التاريخية المتتالية التي تحملها، وهي تتضمن عناصر من العصر البيزنطي من القرن العاشر وتغييرات أدخلها الإفرنج في نهاية القرن الثاني عشر وتحصينات أضافها الأيوبيون (في نهاية القرنين الثاني عشر والثالث عشر). | [ 81 ]          |
| مواقع العين الثقافية: حفيت، هيلي، بدع بنت سعود ومناطق الواحات                    | A sandy path lined by low walls behind which are many palm trees.                                                                              | الإمارات العربية المتحدة · 24°4′4″N 55°48′23″E / 24.06778°N 55.80639°E                                           | ثقافي: (iii)(iv)(v)          | 4,945 (12,220); منطقة عازلة 7,605 (18,790)                 | 2011  | تشكل سلسلة من الملكيات التي تشهد على إقامة الإنسان في هذا المكان الصحراوي بشكل دائم منذ العصر الحجري الحديث مع وجود آثار ثقافية لفترة ما قبل التاريخ الجلي. وثمة آثار مرموقة منها قبور من الحجارة الدائرية (2500 سنة قبل الميلاد)، وهناك آبار ومجموعة كبيرة من الأبنية من الطوب الطيني: المباني السكنية، الأبراج، القصور والمباني الحكومية. من جهة أخرى، هيلي، فيها واحد من أقدم نظم الري وأكثرها تعقيدا: الفلج، والذي يرقى إلى العصر الحديد. ولهذه المواقع خاصية بأنها توفر شهادة هامة على انتقال الجماعات في هذا المنطقة من العيش من الصيد والقنص والقطاف إلى مرحلة التوطن والتحضر. | [ 83 ]          |
| دير غيلاتي و كاثدرائية باغراتي                                                   | | مقاطعة إيميريتي، جورجيا · 42°15′44″N 42°42′59″E / 42.26222°N 42.71639°E                                          | ثقافي: (iv)                  | 7.87 (19.4)                                                | 1994  | شُيّدت كاتدرائية باغراتي التي حملت اسم باغرات الثالث، الملك الأول لجيورجيا الموحدة في أواخر القرن العاشر وفي مطلع القرن الحادي عشر، ودمّرها الأتراك تدميراً جزئياً عام 1691. وتقوم أنقاض الكاتدرائية وسط مدينة كتيسي. ودير غيلاتي الذي ُشيدت أبنيته الأساسية بين القرن الثاني عشر والقرن السابع عشر يشكل مجموعة تمّ صونها بشكل جيد، وتزخر بالفسيفساء والرسوم الجدارية. ويدلّ كلا الكاتدرائية والدير على ازدهار هندسة جيورجيا في القرون الوسطى. | [ 85 ]          |
| مشهد غوبستان الثقافي للفن الصخري                                                 | Petroglyphs of humans. | آبشوران، أذربيجان · 40°7′30″N 49°22′30″E / 40.12500°N 49.37500°E                                                 | ثقافي: (iii)                 | 537 (1,330); منطقة عازلة 3,096 (7,650)                     | 2007  | يمتد الموقع على ثلاثة أمكنة مختلفة في هضبة صخرية تشرف على المنطقة شبه الصحراوية لوسط أذربيجان. ويضم مجموعة استثنائية تزيد عن 6000 نقش صخري لتشهد بذلك على 40000 عام من الفن الصخري. وفي الموقع أيضاً آثار كهوف سكنها الإنسان وأطلال قديمة وبقايا مرافق مأتمية، تعكس وجود استيطان بشري مكثف في المكان خلال فترة رطبة لما بعد العصر الجليدي الأخير، وتمتد من العصر الحجري القديم العلوي إلى العصور الوسطى. يغطي الموقع مساحة قدرها 537 هكتارا وهو جزء من محمية غوبستان الأوسع بكثير. | [ 87 ]          |
| مركز شكي التاريخي وقصر الخان                                                     | Historic Centre of Sheki with the Khan’s Palace.                                                                                               | شكي، أذربيجان · 41°12′12″N 47°11′15″E / 41.20333°N 47.18750°E                                                    | ثقافي: (ii)(v)               | 120.5 (298); منطقة عازلة 146 (360)                         | 2019  | تقع مدينة شكي التاريخية عند سفح جبال القوقاز الكبرى ويمر وسطها نهر جرجانا قاسماً إياها إلى قسمين. وفي حين جرى بناء الجزء الشمالي من المدينة، وهو الجزء الأقدم فيها، على الجبل، فإن الجزء الجنوبي منها يمتد في وادي النهر. ويمتاز مركز المدينة التاريخي، الذي أعيد بناؤه بعد تدمير مدينة سابقة كانت قائمة مكانه جرّاء التدفقات الطينية في القرن الثامن عشر، بتشكيلة معمارية تقليدية من المنازل ذات الأسطح العالية الجملونية. وتمتلك المدينة، الواقعة على طول طرق تجارية تاريخية هامة، بما فيها من عناصر هندسية معمارية مستلهمة من التقاليد الإنشائية التي تعود للفترات الصفوية والقادرية والروسية. ويجسّد قصر خان، الواقع في شمال شرق المدينة، بالإضافة إلى المنازل التجّار المختلفة، الثروة الناتجة عن تربية دودة القز وتجارة الشرانق في الفترة الممتدة من أواخر القرن الثامن عشر وحتى القرن التاسع عشر. | [ 93 ]          |
| قصر كلستان                                                                       | Shams-ol-Emareh with the clock tower | طهران، إيران · 35°40′49″N 51°25′14″E / 35.68028°N 51.42056°E                                                     | ثقافي: (i)(ii)(iii)(iv)      | 5.3 (13); منطقة عازلة 26 (64)                              | 2013  | قصر گلستان أو قصر حديقة الزهور (بالفارسية: كاخ گلستان) هو مجمع ملكي سابق لسلالة القاجار الحاكمة في مدينة طهران، إيران. وهو جزء من مجموعة من المباني الملكية التي كانت محاطة ذات يوم بجدران قلعة طهران التاريخية. يعود تاريخ بنائه إلى القرن السادس عشر. يتكون المجمع من 17 قصرا، متحفا، وقاعة. وقد تم استخدام تلك القصور في عدة أمور مختلفة، من أهمها التتويج.ويقع في القصر عرش الطاووس الذي جلس عليه شاه إيران عام 1967 وسط احتفالات باذخة. ويُعتبر القصر اليوم، أقدم المعالم التاريخية في العاصمة طهران، كما يُعتبر تحفة معمارية بما يحويه من أثاث وتحف.. وهو الآن مفتوح للعامة بعد أن تحول إلى متحف بعد قيام الثورة الاسلامية عام 1979. | [ 95 ]          |
| برج قنبد قابوس                                                                   | A tower topped with conical roof | غلستان، إيران · 37°15′29″N 55°10′8″E / 37.25806°N 55.16889°E                                                     | ثقافي: (i)(ii)(iii)(iv)      | 1.48 (3.7); منطقة عازلة 18 (44)                            | 2012  | أطول بناء وقت إنشائه عام 1006م ويبلغ طوله 72 متراً. | [ 97 ]          |
| المسجد الكبير ومشفى ديوريجي                                                      | Low building of reddish stone with a prominent decorated entrance.                                                                             | مدينة وحي ديوريجي، محافظة سيواس، تركيا · 39°22′25″N 38°7′25″E / 39.37361°N 38.12361°E                            | ثقافي: (i)(iv)               | 2,016 (4,980)                                              | 1985  | في هذه المنطقة من الأناضول التي دخلها الأتراك في مطلع القرن الحادي عشر، أسس الأمير أحمد شاه عامي 1228 و1229 مسجداً مزوداً بقاعة للصلاة فريدة من نوعها تعلوها قبتان ومستشفى مجاوراً للمسجد. أما تقنية بناء القبب المتطورة جداً والنحت التزييني الخلاق والفني الذي يميز الأبواب الثلاثة بشكل خاص ويتناقض مع صرامة السور فيضفيان طابعاً بالغ التميّز على هذه التحفة الهندسية الإسلامية. | [ 99 ]          |
| أفسس                                                                             | | الأناضول، تركيا · 37°55′45″N 27°21′34″E / 37.92917°N 27.35944°E                                                  | ثقافي: (iii)(iv)(vi)         | 662 (1,640)                                                | 2015  | تقع مدينة أفسس عند المصب القديم لنهر كيستر وتشمل منشآت بُنيت تدريجياً في مواقع جديدة خلال فترة عمد فيها سكان الساحل إلى الانتقال إلى المنطقة الغربية. وحذا اليونانيون والرومان لاحقاً حذو هؤلاء السكان، إذ كشفت عمليات التنقيب عن وجود آثار عظيمة تعود إلى عصر الإمبراطورية الرومانية، ومنها مكتبة سيلسوس والمسرح الكبير. ولم يبق سوى القليل من آثار معبد أرتميس الشهير الذي يُعتبر من "عجائب العالم السبع" والذي كان يزوره حجاج من كل بلدان حوض البحر الأبيض المتوسط. وتُعد مدينة أفسس القديمة مثالاً استثنائياً على مدينة ساحلية تضم قناة بحرية وحوضاً لرسو السفن. | [ 101 ]         |
| منتزه غوريم الوطني ومواقع كابادوس الصخرية                                        | White stone pinnacle rocks topped by a dark colored rock.                                                                                      | محافظة نوشهر في منطقة وسط الأناضول، تركيا · 38°40′0″N 34°51′0″E / 38.66667°N 34.85000°E                          | مختلط: (i)(iii)(v)(vii)      | 9,576 (23,660)                                             | 1985  | وسط مشهد أخاذ شكّله التآكل، يحتضن وادي غوريم وضواحيه أضرحة محفورة في الصخر تشكل شاهداً منقطع النظير على الفن البيزنطي في مرحلة ما بعد تحطيم الرموز الدينية، بالإضافة إلى مساكن وقرى خاصة بسكان الكهوف ومدن جوفية متبقية من موطن بشري تقليدي تعود بداياته إلى القرن الرابع. | [ 103 ]         |
| مملكة الحضر                                                                      | Ruins of buildings with columns. | محافظة نينوى، العراق · 35°35′17″N 42°43′6″E / 35.58806°N 42.71833°E                                              | ثقافي: (ii)(iii)(iv)(vi)     | 324 (800)                                                  | 1985  | مهددة بالخطر حسب معطيات منظمة اليونسكو إلى حدود سنة 2015، وهي عبارة عن مدينة كبيرة محصّنة ذات جدار محصّن بأبراج، خاضعة لنفوذ الإمبراطورية البارثيّة وعاصمة المملكة العربية الأولى، قاومت الحضر الغزو الروماني مرتين، في عامين 116 و198م. أما آثار المدينة ولا سيما المعابد حيث تمتزج الهندسة الإغريقية والرومانية بعناصر تزيينية ذات ملامح وجذور شرقية، فهي تشهد على عظمة حضارتها. كان سكان الحضر يعبدون آلهة عدة منها اللات وشمش، أطلق الحضريون كلمة (شمش) لتعني الحقيقة المطلقة، ونعتوا الشمس بالإله الأكبر ورسموه على هيئة كهل عاقل. | [ 106 ]         |
| حتوساس: عاصمة الحيثين                                                            | Stone gate with sculpted lions. | محافظة جوروم، تركيا · 40°0′50″N 34°37′14″E / 40.01389°N 34.62056°E                                               | ثقافي: (i)(ii)(iii)(iv)      | 268 (660)                                                  | 1986  | تشكل حاتوشا التي كانت العاصمة السابقة للإمبراطورية الحيثية موقعاً أثرياً مميزاً بتنظيمه المدني وأنماط الأبنية المحفوظة (من معابد ومساكن ملكية وتحصينات) وبغنى الزينة التي تزدان بها بوابة الأسود والبوابة الملكية وبمجمّع يازيليكايا المحفور في الصخر. وقد تركت المدينة اثراً بالغاً في كل من الأناضول وسوريا الشمالية في الألفية الثانية قبل الميلاد. | [ 108 ]         |
| هييرابوليس – باموكال                                                             | Hanging white limestone wall. | محافظة دنيزلي، تركيا · 37°55′26″N 29°7′24″E / 37.92389°N 29.12333°E                                              | مختلط: (iii)(iv)(vii)        | 1,077 (2,660)                                              | 1988  | نشأت فوق تلة صخرية ترتفع إلى 200 متر وتشرف على السهل ينابيع محمّلة بالكلس شكلت في باموكال (وتعني "قصر القطن" بالتركية) منظراً خيالياً مؤلفاً من غابات معدنية وشلالات متحجرة وسلسلة من الأحواض الرخامية المتدرجة. وقد اختارت سلالة الأتاليين التي حكمت برغام هذا المكان لإقامة حمام هييرابوليس في نهاية القرن الثاني قبل الميلاد تقريباً. إلى ذلك، يشمل هذا الموقع أنقاض حمامات رومانية وهياكل ونصباً يونانية أخرى. | [ 110 ]         |
| المناطق التاريخية في إسطنبول                                                     | A large building with a square tower, three mosques and ten minarets near water.                                                               | مدينة أسطنبول ومحافظة إسطنبول، تركيا · 41°0′30″N 28°58′48″E / 41.00833°N 28.98000°E                              | ثقافي: (i)(ii)(iii)(iv)      | 678 (1,680)                                                | 1985  | شكلت مدينة إسطنبول نقطة إستراتيجية في شبه جزيرة البوسفور بين البلقان والأناضول والبحر الأسود والبحر المتوسط، وقد ارتبطت بأحداث سياسية ودينية وفنية هامة على مدى أكثر من 2000 سنة. وتشمل تحفها ميدان قسطنطين القديم لسباق الخيل وبازيليك آية صوفيا العائدة إلى القرن السادس ومسجد السليمانية العائد إلى القرن السادس عشر، وجميعها مهدد حالياً جرّاء الاكتظاظ السكاني والتلوث الصناعي والتنظيم المدني العشوائي. | [ 112 ]         |
| جدة التاريخية                                                                    | | جدة، المملكة العربية السعودية · 21°29′2″N 39°11′15″E / 21.48389°N 39.18750°E                                     | ثقافي: (ii)(iv)(vi)          | 18 (44) ; منطقة عازلة 114 (280)                            | 2014  | جدة التاريخية (البلد) تقع وسط مدينة جدة، وتضم عدداً من المعالم والمباني الأثرية والتراثية، مثل سور جدة وحاراتها التاريخية، كما يوجد بها عدد من المساجد التاريخية. | [ 114 ]         |
| الفنون الصخرية في منطقة حائل (جبة والشويمس)                                      | | منطقة حائل، المملكة العربية السعودية · 28°0′38″N 40°54′47″E / 28.01056°N 40.91306°E                              | ثقافي: (i)(iii)              | 3,609 (8,920) ; منطقة عازلة 2,043 (5,050)                  | 2015  | يتألف هذا الممتلك التسلسلي من موقعين صحراويين يوجد بهما جبل أم سنمان في جبة وجبال المنجور وراطا في الشويمس. أما سلسلة مرتفعات أم سنمان فهي تشرف على بحيرة من المياه العذبة لم يبق منها أثر في الوقت الراهن كانت توفر المياه للناس وللحيوانات في الجزء الجنوبي من صحراء النفود الكبرى. وقد ترك أسلاف الجماعات السكانية العربية الحالية آثاراً تدل على تواجدهم، وذلك في العديد من ألواح النقوش الصخرية والكثير من النقوش الأخرى. وتؤلف جبال المنجور وراطا منحدرات صخرية لواد تغطيه الرمال في الوقت الحاضر ويمثل عدداً كبيراً من الأشكال الآدمية والحيوانية يمتد تاريخها إلى 10000 سنة. | [ 116 ]         |
| محمية المدينة ومتحف متسخيتا                                                      | | متسيخا، جورجيا · 41°51′N 44°43′E / 41.850°N 44.717°E                                                             | ثقافي: (iii)(iv)             | —                                                          | 1994  | تشكّل الكنائس التاريخية في متسخيتا، وهي العاصمة القديمة لمملكة جيورجيا، نماذج رائعة للهندسة الدينية في القرون الوسطى في منطقة القوقاز، كما تدلّ على المستوى الفني والثقافي الرفيع الذي بلغته هذه المملكة القديمة. | [ 117 ]         |
| حاضرة زبيد التاريخية                                                             | Partially ruined stone building with a decorated facade.                                                                                       | محافظة الحديدة، اليمن · 14°11′53″N 43°19′48″E / 14.19806°N 43.33000°E                                            | ثقافي: (iii)                 | —                                                          | 1993  | تشكل هذه المدينة موقعاً ذا أهمية أثرية وتاريخية استثنائية بفضل هندستها المحلية والعسكرية وتخطيطها المدني. وبالإضافة إلى انها كانت عاصمة اليمن من القرن الثالث عشر إلى القرن الخامس عشر، اتسمت زبيد بأهمية جمة في العالم العربي والإسلامي طيلة قرون من الزمن بفضل جامعتها الإسلامية. | [ 119 ] [ 120 ] |
| طريق البخور - مدن صحراء النقب                                                    | Ruins of buildings in a desert. | النقب، إسرائيل · 30°32′28″N 35°9′39″E / 30.54111°N 35.16083°E                                                    | ثقافي: (iii)(v)              | —                                                          | 2005  | في صحراء النقب، كانت مدن الأنباط القديمة الأربع أفدت وحلوزا وممشيت وشيفتا، بالإضافة إلى سلسلة من الحصون والمناظر الزراعية المتنوعة، منتشرة على طريق عبور البَخُّور والتوابل. وتشهد هذه المواقع كلها على تجارة البَخُّور والكندر (المرّ) المربحة جداً بين جنوب شبه الجزيرة العربية ومنطقة المتوسط، وهي تجارة ازدهرت من القرن الثالث قبل الميلاد قبل المسيح حتى القرن الثاني ب.م. كما تظهر آثار أنظمة الري المتطورة وأبنية المدن والحصون وخانات القوافل الأسلوب الذي جرى من خلاله استيطان هذه الصحراء الموحشة لصالح التجارة والزراعة. | [ 122 ]         |
| أرض اللبان                                                                       | Ruins at Khor Rori | محافظة ظفار، سلطنة عمان · 18°15′12″N 53°38′51″E / 18.25333°N 53.64750°E                                          | ثقافي: (iii)(iv)             | 850 (2,100); منطقة عازلة 1,243 (3,070)                     | 2000  | تبرز أشجار اللبان في وادي دوكة، بالإضافة إلى آثار الواحة الصحراوية المتنقلة في شصر/وبار والمرافئ المرتبطة بخور روري والبليد. فقد ازدهرت تجارة اللبان بشكل واضح في هذه المنطقة خلال قرون عدة وكانت من أهم النشاطات التجارية في العالم القديم وفي القرون الوسطى. | [ 70 ] [ 124 ]  |
| بلد الزيتون والكرمة – منظر ثقافي في جنوب القدس، بتير                             | Battir's ancient terraces, 1893 | محافظة بيت لحم، فلسطين · 31°43′11″N 35°7′50″E / 31.71972°N 35.13056°E                                            | ثقافي: (iv), (v)             |                                                            | 2014  | يتضمّن المنظر الطبيعي لتلال بتير الواقع على بعد بضع كيلومترات جنوب غرب القدس، في الأراضي الجبلية بين نابلس والخليل، سلسلة أودية زراعية تعرف باسم "وديان" وتتميّز بمدرّجات حجرية يُروى بعضها لإنتاج البقوليات، في حين يكون بعضها الآخر جافا ومزروعا كروما وأشجار زيتون. واستند تطوّر هذه المدرّجات المزروعة، في إطار بيئة جبلية للغاية، على شبكة من قنوات الريّ تغذيها مصادر المياه الجوفية. والمياه التي يتم جمعها بفضل هذه الشبكة تُوَزَّع بموجب نظام توزيع تقليدي منصف بين أسر قرية بتير الواقعة على مقربة من هذا المنظر الثقافي. | [ 126 ]         |
| البلدة القديمة (الخليل)                                                          | البلدة القديمة في الخليل | محافظة الخليل، فلسطين · 31°31′27″N 35°6′32″E / 31.52417°N 35.10889°E                                             | ثقافي: (ii)(iv)(vi)          |                                                            | 2017  | ويعود تاريخ البلدة القديمة في الخليل إلى الحضارة الكنعانية، وتعتبر مسقط رأس الأنبياء إسماعيل وإسحاق. وللحرم الإبراهيمي أهمية بالغة لليهود أيضاً، الذين يطلقون عليه اسم "كهف البطاركة." ويؤمن متبعوا الديانات السماوية أن الحرم الإبراهيمي هو المكان الذي دُفن فيه النبي إبراهيم وزوجته سارة وابنه إسحق ويعقوب ابن إسحق. | [ 128 ]         |
| متسادا                                                                           | Ruins of a building made of unhewn stones. | المنطقة الجنوبية، إسرائيل · 31°18′49″N 35°21′10″E / 31.31361°N 35.35278°E                                        | ثقافي: (iii)(iv)(vi)         | 276 (680); منطقة عازلة 28,965 (71,570)                     | 2001  | مصعدة قلعة طبيعية جمالها عظيم تشرف على البحر الميت وسط صحراء يهودا ومرتفعة على جدار صخري. إنها رمز لمملكة إسرائيل القديمة ولدمارها القاسي، وقد شكلت الجيب الأخير لصمود الوطنيين اليهود أمام الجيش الروماني، في العام 73 من عصرنا. وقد بني هذا القصر القلعة حسب الطراز الكلاسيكي الذي ميّز بداية الإمبراطورية الرومانية، على يد هيرودس الكبير ملك يهودا الذي حكم من العام 37 إلى العام 4 ق.م. فالمعسكرات والتحصينات ومنصّة الهجوم التي تحيط بالنصب خير مثال عن عمليات الحصار أيام الحقبة الرومانية التي ما زالت محفوظة حتى يومنا هذا. | [ 130 ]         |
| موقع ميمند الثقافي                                                               | | كرمان، إيران · 30°10′5″N 55°22′32″E / 30.16806°N 55.37556°E                                                      | ثقافي: (v)                   | 4,953 (12,240); منطقة عازلة 7,024 (17,360)                 | 2015  | ميمند منطقة شبه صحراوية معزولة تقع في نهاية وادٍ، عند الطرف الجنوبي من الجبال الموجودة في وسط إيران. وسكان ميمند هم من شبه الرُحّل، ويمارسون الزراعة ويربون المواشي في مراعي الجبال حيث يعيشون في مساكن مؤقتة من فصل الربيع حتى فصل الخريف. وفي أشهر فصل الشتاء، يعيش سكان ميمند في أسفل الوادي، في منازل بدائية محفورة في صخور كمار الجيرية المرنة، وهي منازل نادراً ما تُصادف في بيئة صحراوية. ويشهد هذا الموقع الثقافي على نظام يبدو أنه كان أكثر انتشاراً في الماضي ويرتكز على تنقل الناس أكثر مما يرتكز على تنقل الحيوانات. | [ 132 ]         |
| مسجد جامع أصفهان                                                                 | Mosque Courtyard. | إصفهان، إيران · 32°40′11″N 51°41′7″E / 32.66972°N 51.68528°E                                                     | ثقافي: (ii)                  | 2.08 (5.1); منطقة عازلة 19 (47)                            | 2012  | مسجد جامع أصفهان وهو من أقدم مساجد إيران القائمة، ويعود إنشاؤه إلى عام 771م يقع في مدينة أصفهان في محافظة أصفهان، إيران. وقد أحترق المسجد أواخر القرن الحادي عشر. والمسجد الحالي نتاج عملية مستمرة من البناء وإعادة البناء والترميم منذ إنشائه نهاية القرن الثامن الميلادي واخر ترميم للمسجد جرى نهاية القرن العشرين. يتألف بناء المسجد من أربع إيوانات معقودة بالطابوق المقرنص وله أربع أبواب متقابلة. يقع بازار أصفهان الكبير عند الطرف الجنوب الشرقي للمسجدK ومسجد جمعة أصفهان مدرج على لائحة اليونسكو للتراث العالمي منذ عام 2012. | [ 134 ]         |
| الغابات الهيركانية                                                               | Mosque Courtyard. | محافظة جيلان، إيران · 37°25′17″N 55°43′4″E / 37.42139°N 55.71778°E                                               | ثقافي: (ix)                  | 129,484.74 (319,963.8); منطقة عازلة 177,128.79 (437,694.8) | 2019  | تشكل الغابات الهيركانية كتلة جبلية فريدة تمتد بمسافة 850 كيلو متر على طول الساحل الجنوبي من بحر قزوين. ظهرت هذه الغابات الواسعة عريضة الأوراق منذ ما بين 25 مليون إلى 50 مليون سنة، عندما غطت معظم منطقة الشمال المعتدل. تراجعت مناطق هذه الغابات القديمة خلال الغمر الجليدي الرباعي ومن ثم توسعت مجدداً عندما أصبح المناخ أكثر أعتدالاً. أن التنوع الحيوي النباتي لهذه الغابات ملفت للنظر: حيث أن 44% من النباتات الوعائية المعروفة في إيران وجدت في منطقة الغابات الهيركانية التي تغطي فقط 7% من مساحة البلاد. حتى اليوم، هناك 180 نوعاً من الطيور المألوفة في الغابات، وسُجلت 58 نوع من الثدييات، ويتضمن ذلك النمر الفارسي. | [ 138 ]         |
| ميدان نقش جهان                                                                   | Large rectangular square surrounded by buildings some of which have cuppolas.                                                                  | أصفهان، إيران · 32°39′27″N 51°40′40″E / 32.65750°N 51.67778°E                                                    | ثقافي: (i)(v)(vi)            | —                                                          | 1979  | ميدان نقش جهان هو ميدان يعتبر من أجمل وافخم وأكبر الساحات التاريخية في العالم يبلغ طوله 500 متر وعرضه مائة وخمسين متراً وقد أنشأت في فترة انتقال العاصمة إلى أصفهان خلال حكم الشاه عباس. | [ 140 ]         |
| ديرا هاغباط وساناهين                                                             | Small church of dark stone with a central tower topped by a conical roof.                                                                      | هاغباط وساناهين، محافظة لوري، أرمينيا · 41°5′42″N 44°42′37″E / 41.09500°N 44.71028°E                             | ثقافي: (ii)(iv)              | 2.65 (6.5); منطقة عازلة 24 (59)                            | 1996> | يقع هاذان الديران البيزنطيان في منطقة تومانيان ويعودان إلى مرحلة إزدهار سلالة كيوريكيان (القرنان العاشر إلى الثالث عشر) وقد كانا مركزين مهمين لنشر الثقافة. كان دير ساناهين معروفاً بمدرسة الرسم اليدوي الخاصة به ومدرسة الخط. ويمثّل هذان المجمّعان الدينيان أهم تظاهرة هندسية معمارية للفن الديني الأرمني الذي وُلد من اجتماع عناصر الهندسة المعمارية الدينية البيزنطية والهندسة البلدية التقليدية في منطقة القوقاز. | [ 142 ]         |
| دير غيرارت والوادي الأعلى في أزات                                                | Stone church with a central tower topped by a conical roof.                                                                                    | محافظة كوتايك، أرمينيا · 40°9′32″N 44°47′48″E / 40.15889°N 44.79667°E                                            | ثقافي: (ii)                  | 2.70 (6.7)                                                 | 2000  | يحوي دير غيرارت عدداً من الكنائس والمقابر التي هي في غالبيتها لسكان الكهوف والتي تمثّل أوج الهندسة المعمارية الأرمنية الخاصة بالقرون الوسطى. وتندمج هذه المجموعة من مباني القرون الوسطى الواقعة وسط انحدارات وعرة على مدخل وادي أزات في منظر طبيعي خلاب. | [ 144 ]         |
| جبل نمرود                                                                        | Large sculpted heads of a bird and a human lying on the ground.                                                                                | محافظة أديامان، تركيا · 38°2′12″N 38°45′49″E / 38.03667°N 38.76361°E                                             | ثقافي: (i)(iii)(iv)          | 11 (27)                                                    | 1987  | يشكل قبر الملك انتوشوز الأول (69 - 34 قبل الميلاد) الذي تربع على عرش مملكة كوماجين الناشئة شمال سوريا والفرات عقب انهيار إمبراطورية الاسكندر احدى الانجازات الأكثر ضخامة في العهد اليوناني. ويشهد كل من الطابع التوفيقي الذي يتسم به مدفن عظماء الأمة والبنوة الأسطورية اليونانية والفارسية لملوك كوماجين على الأصل المزدوج لثقافة هذه المملكة وجماليتها. | [ 146 ]         |
| تشاتال هويوك                                                                     | Excavations at the southern area of the site.                                                                                                  | منطقة وسط الأناضول، تركيا · 37°40′0″N 32°49′41″E / 37.66667°N 32.82806°E                                         | ثقافي: (iii)(iv)             | 37 (91); منطقة عازلة 111 (270)                             | 2012  | إحدى أقدم المدن المعروفة هي مدينة تشاتال هويوك في الأناضول في تركيا، حيث يعود تاريخها إلى ما قبل 6000 سنة قبل الميلاد، وتقع حاليا بالقرب من مدينة كونيا وسط تركيا. انضمت المدينة إلى قائمة التراث العالمي لليونسكو عام 2012. | [ 148 ]         |
| مدينة القدس القديمة وأسوارها                                                     | | القدس 31°46′36.12″N 35°14′3.12″E / 31.7767000°N 35.2342000°E                                                     | ثقافي: (ii)(iii)(vi)         | —                                                          | 1985  | لطالما كان لمدينة القدس، المقدَّسة في اليهوديّة والمسيحيّة والاسلام، قيمةٌ رمزيّةٌ كبرى. فمن بين آثارها التاريخيّة التي يصل عددُها إلى 220، تنفرد قبّة الصخرة التي تمّ بناؤها في القرن السابع، بزخرفتها التي تتضمَّن أجمل الأشكال الهندسيّة والورديّة. وتُعرَف القدس في الديانات الثلاث بالمكان الذي قدم فيه إبراهيم أضاحيه. ويشكّل حائط المبكى الفاصل بين الأحياء من مختلف المجتمعات الدينيّة. أما الإيوان المستدير داخل كنيسة القيامة، فيحتوي على قبر السيد المسيح. بعد سنة من وضعها على لائحة التراث العالمي، في عام 1982 تم تصنيفها في قائمة مواقع التراث العالمي المعرضة للخطر. | [ 151 ]         |
| بيرغامون                                                                         | | برغاما، محافظة إزمير تركيا · 39°7′33″N 27°10′48″E / 39.12583°N 27.18000°E                                        | ثقافي: (i)(ii)(iii)(iv)(vi)  | 333 (820); منطقة عازلة 477 (1,180)                         | 2014  | تقع مدينة بيرغامون الأثرية القديمة بالقرب من مدينة برغاما المعاضرة. تعاقب الفرس والإغريق على حكم هذه المدينة في العصور القديمة، ثم بلغت المدينة أوجها حين أصبحت عاصمة لمملكة بيرغامون خلال الفترة الهلنستية تحت حكم الأتالية بين عامي 281-233 قبل الميلاد. | [ 152 ]         |
| صنعاء القديمة                                                                    | Houses with beige walls and white framed windows.                                                                                              | محافظة صنعاء، اليمن · 15°21′20″N 44°12′29″E / 15.35556°N 44.20806°E                                              | ثقافي: (iv)(v)(vi)           | —                                                          | 1986  | بنيت صنعاء في واد جبلي يرتفع إلى 2200 متر وأصبحت مأهولة بالسكان منذ أكثر من 2500 سنة. وتحولت المدينة في القرنين السابع والثامن إلى مركز هام لنشر الإسلام، فحافظت على تراث ديني وسياسي يتجلى في 106 مساجد و21 حماماً و6500 منزل تعود إلى ما قبل القرن الحادي عشر. أما المساكن البرجية المتعددة الطبقات ومنازل الآجر القديمة فتزيد الموقع جمالاً. أدرجت في عام 2015 على قائمة مواقع التراث العالمي المعرضة للخطر من قبل اليونسكو. | [ 155 ]         |
| شبام                                                                             | Tall and narrow white and brownish houses with small windows.                                                                                  | محافظة حضرموت، اليمن · 15°55′37″N 48°37′36″E / 15.92694°N 48.62667°E                                             | ثقافي: (iii)(iv)(v)          | —                                                          | 1982  | تشكل هذه المدينة المسوّرة التي ترقى إلى القرن السادس عشر أحد أقدم النماذج وافضلها للتنظيم المدني الدقيق المرتكز على مبدأ البناء المرتفع. وتعود تسميتها "بمانهاتن الصحراء" إلى مبانيها البرجية الشاهقة المنبثقة من الصخور. | [ 157 ]         |
| وادي قاديشا أو الوادي المقدس وحرش أرز الرب                                       | Landscape with barren hills in the background, a valley and a mountain slope with low trees in the foreground.                                 | الشمال، لبنان · 34°14′36″N 36°2′56″E / 34.24333°N 36.04889°E                                                     | ثقافي: (iii)(iv)             | —                                                          | 1998  | يُعتبر وادي قاديشا من أهمّ المواقع للتأسيس المسيحي في العالم. فأديرة الرهبان القديمة بمعظمها تتواجد في وسط طبيعةٍ خلابة. وقريبًا منها، نجد آثار غابة أرز لبنان الكبيرة، التي كانت مطلوبةً جدًا في الماضي لبناء العمارات الدينيّة الكبيرة فيها. | [ 159 ]         |
| الكنائس المزيّنة في منطقة ترودوس                                                  | Constantine and Helen, Church of Archangel Michael, Pedoulas                                                                                   | ليماسول ومنطقة نيقوسيا، قبرص · 34°55′13″N 33°5′45″E / 34.92028°N 33.09583°E                                      | ثقافي: (iii)(vi)             | —                                                          | 1985> | تضم منطقة ترودوس أحد أكبر تجمّعات الكنائس والمعابد في الإمبراطوريّة البيزنطيّة القديمة. وتضمّ التحف العشرة التي وقع عليها الاختيار لتُدرج على قائمة التراث العالمي كنائس ريفية صغيرة تتعارض هندستها القديمة مع تكلّف الزينة وأديرة مثل دير القديس يوحنا لامباديستيس، وكلّها مزيّنة بجداريّات غنيّة تشكّل خير تمثيلٍ لتاريخ الرسم البيزنطي في قبرص. | [ 161 ] [ 162 ] |
| بافوس                                                                            | A colorful mosaic showing various people. | منطقة بافوس، قبرص · 34°45′30″N 32°24′20″E / 34.75833°N 32.40556°E                                                | ثقافي: (iii)(vi)             | —                                                          | 1980  | بدأ السكن في موقع بافوس منذ العصر الحجري وهو موقع عبادة آلهة الخصب في الحقبة ما قبل الإغريقيّة ومن ثمّ الإلهة أفروديت التي ولدت في بافوس بحسب الأسطورة. ويرقى معبد الإلهة المشيّد على النسق الميسيني إلى القرن الثاني عشر ق.م. وتمنح بقايا البيوت والقصور والمسارح والحصون والمقابر للموقع أهميّةً هندسيّةً وتاريخيّةً استثنائيّة. وتعدّ فسيفساء نيا بافوس من بين الأجمل في العالم. | [ 164 ]         |
| باسارغاد                                                                         | A small step pyramid like structure with a house-shaped structure on top.                                                                      | محافظة فارس، إيران · 30°11′38″N 53°10′2″E / 30.19389°N 53.16722°E                                                | ثقافي: (1)(ii)(iii)(iv)      | 160 (400); منطقة عازلة 7,127 (17,610)                      | 2004  | كانت بازارقادش العاصمة الملكية الأولى للإمبراطورية الأخيمينية التي أسسها في القرن السادس ق.م. قورش الثاني الكبير في قلب فارس. وتشكل قصورها وحدائقها وضريح قورش أمثلة رائعة عن الحقبة الأولى للفن والفن المعماري الأخيمينيين، وشهادة استثنائية على الحضارة الفارسية. أما الآثار الأكثر جدارة بالاهتمام في هذا الموقع الممتد على مساحة 160 هكتارًا فهي بصورة خاصة: ضريح قورش الثاني، تلّ التخت، على مصطبة محصّنة ومجموعة ملكية مؤلفة من آثار لباب، وقاعة اجتماعات، والقصر السكني والحديقة. وكانت بازارقادش عاصمة الإمبراطورية الكبرى الأولى المتعددة الثقافات في آسيا الغربية. فهي إذ امتدت من شرق المتوسط ومصر إلى الهند، اعتبرت الإمبراطورية الأولى التي احترمت التنوع الثقافي للشعوب المختلفة التي تكونها. وتشهد على ذلك الهندسة المعمارية الأخيمينية، وهي تختصر ثقافات متنوعة متعددة. | [ 166 ]         |
| طريق اللؤلؤ في البحرين                                                           | Windtower of Isa Bin Ali House, home of former ruler of Bahrain, in Muharraq, Bahrain                                                          | محافظة المحرق، البحرين · 26°14′29″N 50°36′49″E / 26.24139°N 50.61361°E                                           | ثقافي: (iii)                 | 35,087 (86,700); منطقة عازلة 95,876 (236,910)              | 2012  | متد طريق اللّؤلؤ لمسافة 3 كيلومترات بداية من هيرات اللّؤلؤ بالقرب من قلعة بوماهر، التي تعود إلى سنة 1840، وصولاً إلى بيت سيادي في قلب المحرّق، والذي سيكون المتحف الرئيسي للّؤلؤ. «طريق اللّؤلؤ» يأخذ الزائرين في رحلة تمتد من شاطئ بوماهر، حيث مركز معلومات قلعة بوماهر، ليمر بعد ذلك ببيت الغوص، ثم بيت الجلاهمة وبيت بدر غلوم للطب الشعبي، ثم بيت يوسف العلوي، وبيت فخرو، وبيت ومجلس مراد، وبعض المحلات والعمارات في سوق القيصريّة، كعمارة يوسف عبد الرحمن فخرو، وراشد فخرو، ثم بيت النّوخذة، وأخيرا بيت ومسجد سيادي. | [ 168 ]         |
| مدافن دلمون الأثرية                                                              | مقبرة بالقرب من سار في البحرين. | المحافظة الشمالية، البحرين · 26°8′59″N 50°30′46″E / 26.14972°N 50.51278°E                                        | ثقافي: (iii)(iv)             | 168.45 (416.2); منطقة عازلة 383.46 (947.6)                 | 2019  | تتكوّن مدافن دلمون، التي شُيّدت بين عامي 2050 و1750 قبل الميلاد، من 21 موقعاً أثرياً تقع في الجزء الغربي من الجزيرة. تعد ستة من هذه المواقع مقابر تتألف من عشرات إلى عدة آلاف من المدافن، إذ يبلغ إجمالي عددها 11774 قبراً تتخذ شكل أبراج أسطوانية منخفضة. وتشمل المواقع الخمسة عشر الأخرى 17 مقبرة ملكية شُيّدت على شكل أبراج منفصلة مكونة من مستويين. وتقف هذه المدافن شاهداً على ازدهار حضارة دلمون في وقت مبكر في الألفية الثانية قبل الميلاد، إذ اكتسبت البحرين أهمية اقتصادية كمركز تجاري، الأمر الذي أتاح للسكان تطوير تقاليد دفن معقدة لجميع السكان. وتتميز هذه المدافن بخصائص فريدة من نوعها على مستوى العالم من حيث عددها وكثافتها وحجمها، وكذلك تفاصيل بناءها على غرار حجرات الدفن المجهزة بالأقبية. | [ 173 ]         |
| تخت جمشيد (بيرسبوليس)                                                            | Ruins of buildings and a frieze depicting humans carrying staffs or lances.                                                                    | فارس، إيران · 29°56′4″N 52°52′25″E / 29.93444°N 52.87361°E                                                       | ثقافي: (i)(iii)(vi)          | 13 (32)                                                    | 1979  | إنها عاصمة الإمبراطورية الأخيمينية، أنشأها داريوس الأول في العام 518 ق.م. وقد بنيت على مصطبة عملاقة نصف طبيعية ونصف اصطناعية كان ملك الملوك قد شيّد عليها قصرًا رائعًا بقياسات ضخمة ومستوحى من نماذج خاصة ببلاد ما بين النهرين. إنه موقع أثريّ فريد من حيث أهمية بقايا النصب الأثرية ونوعيتها. | [ 175 ]         |
| البتراء                                                                          | Facade of the | محافظة معان، الأردن · 30°19′50″N 35°26′36″E / 30.33056°N 35.44333°E                                              | ثقافي: (i)(iii)(iv)          | —                                                          | 1985  | مدينة أثرية وتاريخية تشتهر بعمارتها المنحوتة بالصخور ونظام قنوات جر المياه القديمة. اُطلق عليها قديما اسم "سلع". كا سُميت بـ "المدينة الوردية" نسبة لألوان صخورها الملتوية. | [ 178 ]         |
| قلعة البحرين                                                                     | Archaeological site of foundations of buildings.                                                                                               | محافظة الشمالية، البحرين · 26°13′59″N 50°31′20″E / 26.23306°N 50.52222°E                                         | ثقافي: (ii)(iii)(iv)         | 32 (79); منطقة عازلة 1,238 (3,060)                         | 2005  | قلعة البحرين هي موقع أثري تتألف من أربعة عناصر رئيسية: وتل أثري (وهي تلة اصطناعية شكلت على مر الزمن من خلال الاحتلال المتتالي) طوله أكثر من 16 هكتارا، وبرج البحر شمال غرب التل، قناة البحر وبساتين النخيل. التل الأثري، والذي هو أكبر تل في البحرين، مثال لأكثر اكتمالا معروف حاليا من تسلسل الطبقات الأثرية السليمة والعميقة التي تغطي فترات زمنية في البحرين والخليج. برج البحر، ربما كانت منارة قديمة، هي أيضا فريدة من نوعها في المنطقة. | [ 180 ] [ 181 ] |
| قصر عمرة                                                                         | Small ruined stone building. | محافظة الزرقاء، الأردن · 31°48′7″N 36°35′9″E / 31.80194°N 36.58583°E                                             | ثقافي: (i)(iii)(iv)          | —                                                          | 1985  | كان قصر الصحراء هذا، المُشيَّد في بداية القرن الثامن والذي تتمّ المحافظة عليه بشكلٍ خاص، قلعةً تأوي الحرّاس ومحل إقامة الخلفاء الأمويّين. ويعكس قصر المتعة الصغير هذا، المجهّز بقاعةٍ للاجتماعات وبحمّامٍ مليء بالرسوم التصويريّة على الجدران، الفنَّ العلماني الذي كان سائدًا في تلك الفترة. | [ 183 ]         |
| سامراء                                                                           | A slightly ruined spiral tower of white stone.                                                                                                 | محافظة صلاح الدين، العراق · 34°20′28″N 43°49′25″E / 34.34111°N 43.82361°E                                        | ثقافي: (ii)(iii)(iv)         | 15,058 (37,210); منطقة عازلة 31,414 (77,630)               | 2007  | تقع مدينة سامراء على ضفاف نهر دجلة وعلى مسافة 130 كيلومترا شمال بغداد، وكانت مقر عاصمة إسلامية جبارة بسطت نفوذها على أقاليم الدولة العباسية التي امتدت خلال قرن من الزمن من تونس إلى وسط آسيا. تمتد المدينة بطول 41 كيلومترا ونصف الكيلومتر من الشمال إلى الجنوب، أما عرضها فيتراوح بين 4 و8 كيلومترات. وتحتوي على ابتكارات هندسية وفنية طوّرت محلياً قبل أن تنقل إلى أقاليم العالم الإسلامي وأبعد من ذلك. ومن بين الآثار العديدة والبارزة الموجودة في الموقع المسجد الجامع ومئذنته الملوية، وقد شيدا في القرن التاسع الميلادي. ويبقى قرابة 80٪ من المدينة الأثرية مطمورا ويحتاج إلى تنقيب. | [ 185 ] [ 186 ] |
| جامع السليمية                                                                    | Large mosque with four minarets and a large dome of dark stone.                                                                                | أدرنة، تراقيا الشرقية، تركيا · 41°40′40″N 26°33′34″E / 41.67778°N 26.55944°E                                     | ثقافي: (i)(iv)               | 2.50 (6.2); منطقة عازلة 38 (94)                            | 2011  | بُني هذا الجامع في مدينة أدرنة العثمانية على شكل مربع تعلوه قبة كبيرة وتحيط به أربع مآذن رفيعة. واعتبر المعمار سِنان آغا الذي كان أشهر المعماريين العثمانيين في القرن السادس عشر أن هذا المجمع الذي يتألف من مدارس إسلامية وسوق مغطى وساعة كبيرة وساحة خارجية ومكتبة هو أهم أعماله على الإطلاق. ويشهد داخل الجامع المزين بقطع من فخار إزنيق تعود إلى فترة ازدهار هذه الصناعة الفخارية على فن لا نظير له حتى اليوم في استخدام هذه المادة. ويجسد المجمع التعبير الأكثر تناسقاً لمفهوم "الكلية"، وهو مصطلح في فن العمارة العثمانية يدل على مجموعة مباني تحيط بالجامع وتتم إدارتها كمنشأة واحدة. | [ 188 ]         |
| أفروديسياس                                                                       | | الأناضول، تركيا · 37°42′30″N 28°43′25″E / 37.70833°N 28.72361°E                                                  | ثقافي: (ii)(iii)(iv)(vi)     | 1,040 (2,600); منطقة عازلة 1,522 (3,760)                   | 2017  | وتعد منطقة "أفروديسياس" من أهم المعالم الأثرية في تركيا، بتماثيلها المحفوظة جيداً، والنقوش، والأعمدة الحجرية، وتقع في ولاية "آيدن" جنوب غربي البلاد، وتُصنّف كواحدة من أقدم المدن التي تعود للعهدين اليوناني، والروماني، منذ الألفية الثانية ما قبل الميلاد، وحتى القرن السادس عشر بعد الميلاد. | [ 190 ]         |
| مجمع ضريح وتكية الشيخ صفي الدين في أردبيل                                        | Two cupolas covered in blue, yellow and brown tiles.                                                                                           | أدربيل، محافظة أردبيل، إيران · 38°14′55″N 48°17′29″E / 38.24861°N 48.29139°E                                     | ثقافي: (i)(ii)(iv)           | 2.14 (5.3); منطقة عازلة 13 (32)                            | 2010  | يتسم هذا المكان المخصص للخلوات الروحية الصوفية، الذي أُنشئ في الفترة ما بين بداية القرن السادس عشر ونهاية القرن الثامن عشر، بأشكال معمارية تقليدية إيرانية. وقد استغل الذين شيدوا هذا المكان المساحة الضيقة لإقامة أسواق، وحمامات عامة، وميادين، وأماكن للعبادة، ومساكن ومكاتب. كما أنهم رسموا طريقاً يفضى إلى ضريح الشيخ صفي الدين ينقسم إلى سبعة مواقف تعكس الأطوار السبعة في المذهب الصوفي. وفضلاً عن ذلك، يتسم هذا الموقع بزخارف خارجية وداخلية كثيرة، ويضم مجموعة متميزة من التحف القديمة. ويشكل الموقع مجموعة نادرة لعناصر معمارية إسلامية يرقى تاريخها إلى العصر الوسيط. | [ 192 ]         |
| منظومة شوشتار الهيدرولية التاريخية                                               | Ruins of a river bridge. | محافظة خوزستان، إيران · 32°1′7″N 48°50′9″E / 32.01861°N 48.83583°E                                               | ثقافي: (i)(ii)(v)            | 240 (590); منطقة عازلة 1,572 (3,880)                       | 2009  | منظومة شوشتار الهيدرولية التاريخية ـ جسور، وسدود، وقنوات، ومبانٍ، وطواحين ماء من قديم الزمان إلى اليوم (إيران) ـ يُمكن تتبع تاريخ هذا الممتلك، الذي يُمثل إحدى روائع العقل البشري المبدع، إلى عهد داريوس الكبير في القرن الخامس قبل الميلاد. ويضم الممتلك قناتي تحويل رئيستين تقعان على نهر قارون، لا زالت إحداها، وهي قناة جارجار، تُستخدم حتى الآن لتوفير المياه لمدينة شوشتار، وذلك عن طريق سلسلة من الأنفاق التي تدير الطواحين. ويُشكل الممتلك منحدراً رائع المنظر يحوي شلالات مياه تصب في حوض مجرى النهر. ومن ثم يتم روي السهل الواقع في جنوب المدينة حيث أمكن زرع أشجار البساتين وزارعة منطقة تبلغ مساحتها 40.000 هكتار، وهي منطقة تُعرف باسم "مياناب" (الفردوس). ويشمل الممتلك مجموعة من المواقع الرائعة، من بينها قلعة سالاسيل، والمركز التشغيلي للمنظومة الهيدرولية بأكملها، والبرج الذي يُقاس فيه منسوب المياه، وسدود، وجسور، وأحواض وطواحين. ويشهد الممتلك على المهارات التي كان يتمتع بها الإيلاميون والسكان الأصليون لبلاد ما بين النهرين، وعلى ما جاء بعد ذلك من الخبرات النبطية وتأثيرات العمارة الرومانية. | [ 194 ]         |
| تدمر                                                                             | Ruins of stone buildigns with columns. | محافظة حمص، سوريا · 34°33′15″N 38°16′0″E / 34.55417°N 38.26667°E                                                 | ثقافي: (i)(ii)(iv)           | 0.36 (0.89)                                                | 1980  | تحتضن هذه الواحة الواقعة في الصحراء السورية شمال شرق دمشق آثاراً ضخمة لمدينة كبيرة شكلت أحد أهم المراكز الثقافية في العالم القديم. ونظراً لوقوعها عند ملتقى حضارات عدة، دمجت تدمر في فنها وهندستها طوال القرنين الأول والثاني بين التقنيات اليونانية الرومانية والتقاليد المحلية وتأثيرات بلاد فارس. | [ 196 ]         |
| وادي الكهوف القديمة في الكرمل                                                    | | جبل الكرمل، إسرائيل · 32°40′12″N 34°57′55″E / 32.67000°N 34.96528°E                                              | ثقافي: (iii)(v)              | 54 (130); منطقة عازلة 370 (910)                            | 2012  | تقرر الإعلان عن المحمية الطبيعية الواقعة في تلك المنطقة موقعاً للتراث العالمي بفضل الآثار التي تم اكتشافها في أربعة كهوف كان الإنسان القديم يستخدمها على مدى 500 ألف عام على التوالي. وتُعتبر هذه الآثار نموذجاً خاصاً على مستوى العالم يجسّد تقاليد الحضارات البائدة. | [ 198 ]         |
| أرخبيل سقطرى                                                                     | A tree over a dry, barren, rocky landscape. | محافظة أرخبيل سقطرى، اليمن · 12°30′N 53°50′E / 12.500°N 53.833°E                                                 | طبيعي: (x)                   | 410,460 (1,014,300); منطقة عازلة 1,740,958 (4,302,000)     | 2008  | يقع في شمال غرب المحيط الهندي، بالقرب من خليج عدن، ويمتد على مساحة 250 كلم. يشمل أربع جزر وجزيرتين صخريتين صغيرتين يبدو وكأنها امتداد للقرن الأفريقي. إنه موقع استثنائي من حيث التنوع الكبير في نباتاته ونسبة الأنواع المستوطنة: ذلك أن 73% من أنواع النباتات (من أصل 528 نوعاً) و09% من أنواع الزواحف و59% من أنواع الحلزونيات البرية المتواجدة فيه غير موجودة في أي مناطق أخرى من العالم. أما بالنسبة للعصافير، فالموقع يؤوي أنواعاً هامة على المستوى العالمي (291 نوعاً، يتوالد 44 منها في الجزر، فيما يهاجر 58 منها بانتظام)، ومن بينها بعض الأنواع المهددة بالانقراض. وتتميز الحياة البحرية في سقطرى بتنوع كبير، مع تواجد 352 نوعاً من المرجان الباني للشعب، و730 نوعاً من الأسماك الساحلية، و300 نوع من السراطين والكركند والإربيان. | [ 200 ]         |
| سلطانية                                                                          | Octagonal building with turquoise dome. | محافظة زنجان، إيران · 36°26′7″N 48°47′48″E / 36.43528°N 48.79667°E                                               | Cultural: (ii)(iii)(iv)      | 790 (2,000); منطقة عازلة 350 (860)                         | 2005  | شيِّد ضريح ألجيتو بين العامين 1302 و1312 في مدينة السلطانية، عاصمة القبائل المغولية الخاندية. تقع المدينة في مقاطعة زنجان على بعد حوالي 240 كلم من طهران شمال غرب إيران. وهي توفر أحد ألمع الأمثلة للإنجازات الهندسية الفارسية وتمثل نصباً أساسياً في تطور الهندسة المعمارية الإسلامية. يعلو هذا النصب المثمَّن الزوايا قبة مهيبة يبلغ ارتفاعها 50 متراً، تغطيها رسوم خزفية باللون الأزرق الفيروزي وتحيط بها ثماني مآذن رفيعة. كما تشكل هذه البنية أقدم مثال قائم لقبة مزدوجة في إيران. وتجدر الإشارة إلى أن الأسلوب الزخرفي داخل الضريح يبلغ مستوى رائعاً من الجمال وقد وصف أخصائيون من أمثال أ. بوب هذا النصب بـ"السابق للتاج محل". | [ 202 ]         |
| مجموعة البازار التاريخي في تبريز                                                 | Covered arcade lined by shops. | تبريز، إيران · 38°4′53″N 46°17′35″E / 38.08139°N 46.29306°E                                                      | ثقافي: (ii)(iii)(iv)         | 29 (72); منطقة عازلة 75 (190)                              | 2010  | تُمثل مجموعة البازار التاريخي في تبريز، التي تعتبر مجالاً للتبادل الثقافي منذ العصور القديمة، أحد أهم المراكز التجارية الواقعة على امتداد طريق الحرير. وقد شهدت هذه المجموعة، التي تتألف من سلسلة من الأمكنة المسورة والأبنية المغطاة بالطوب المتماسك، مرحلة ازدهار وتمتعت بشهرة واسعة في القرن الثالث عشر، عندما صارت تبريز، الواقعة في إقليم أذربيجان الشرقية، عاصمة للمملكة الصفوية. واحتفظت هذه المدينة، التي كانت قد فقدت وضعها كعاصمة في القرن السادس عشر، بدورها كمركز تجاري رئيسي، وذلك حتى نهاية القرن الثامن عشر، عند بداية الخلافة العثمانية. وتُعتبر المدينة من أبرز وأكمل الأمثلة للنظام التجاري والثقافي التقليدي في إيران. | [ 204 ]         |
| تخت سليمان                                                                       | Ruins of buildings near a lake. | محافظة أذربيجان الغربية، إيران · 36°36′14″N 47°14′6″E / 36.60389°N 47.23500°E                                    | ثقافي: (i)(ii)(iii)(iv)(vi)  | 10 (25); منطقة عازلة 7,438 (18,380)                        | 2003  | يقع موقع تخت سليمان الأثري شمال غرب إيران في وادٍ وسط منطقة جبلية بركانية. ويشمل الموقع المزار الزرادشتي الأساسي الذي أعيد بناؤه جزئيًا في حقبة الإيلخانيين (المغول) في القرن الثالث عشر، بالإضافة إلى معبد مخصص لـ"أناهيتا" وعائد إلى الحقبة الساسانية، في القرنين السادس والسابع. وللموقع قيمة رمزية هامة. فتصميم معبد النار والقصر والترتيب العام للموقع تأثير شديد على تطور الهندسة المعمارية الإسلامية. | [ 206 ]         |
| جغا زنبيل                                                                        | Ruins of a pyramid like structure. | خوزستان، إيران · 32°5′0″N 48°32′0″E / 32.08333°N 48.53333°E                                                      | ثقافي: (iii)(iv)             | —                                                          | 1979  | في داخل ثلاثة أماكن مسوّرة متراكزة رائعة، يحفظ موقع تشوغا زنبيل آثار المدينة المقدسة في مملكة إيلام، التي تأسست قرابة العام 1250 ق.م. والتي ظلّت غير مكتملة بعد اجتياح أشوربنيبعل كما تدلّ على ذلك آلاف حجار القرميد التي تتواجد فيها ولم تستعمل. | [ 208 ]         |
| حدائق فارسية                                                                     | Water basin in a garden, flowers trees and a building with open portico.                                                                       | فارس، إيران · 30°10′0″N 53°10′0″E / 30.16667°N 53.16667°E                                                        | ثقافي: (i)(ii)(iii)(iv)(vi)  | 716 (1,770); منطقة عازلة 9,740 (24,100)                    | 2011  | يشمل الموقع تسع حدائق في تسع مقاطعات مختلفة تجسد تنوُّع أشكال الحدائق الفارسية التي تم تطويرها وتكييفها مع الظروف المناخية المتبدلة علماً بأنها ظلت ترتكز على مبادئ فنية تعود جذورها إلى عصر قورش الكبير الذي عاش في القرن السادس قبل الميلاد. وتتألف الحديقة الفارسية دائماً من أربعة أقسام يؤدي فيها عنصر المياة دوراً مهماً لأغراض الري والتزيين. والهدف من تصميم الحدائق الفارسية هو محاكاة حدائق عدن وتجسيد العناصر الأربعة للديانة الزرادشتية أي السماء والأرض والمياة والنباتات. وتضم هذه الحدائق التي يعود تاريخ تصميمها إلى حقب مختلفة اعتباراً من القرن السادس قبل الميلاد عدداً من المنشآت والأجنحة والجدران، فضلاً عن نظم دقيقة للري، وقد تركت تأثيراً على فن تصميم الحدائق في الهند وإسبانيا. | [ 210 ]         |
| صور                                                                              | Ruins of columns near the sea. | محافظة الجنوب، لبنان · 33°16′15″N 35°11′46″E / 33.27083°N 35.19611°E                                             | ثقافي: (iii)(vi)             | 154 (380)                                                  | 1984  | كانت المدينة الفينيقيّة الكبرى، صور، حيث تمّ اكتشاف الأرجوان بحسب الأسطورة، سيدة البحار، ومؤسسة المدن المزدهرة كقادش وقرطاج. فقدت صور دورها التاريخي في نهاية الحروب الصليبية. وهي الآن تحافظ على آثارٍ تاريخيّة مهمّة تعود بشكل أساسي إلى العهد الروماني. | [ 212 ]         |
| أم الرصاص                                                                        | Ruins of a building of white stone. | محافظة عمان، الأردن · 31°30′6″N 35°55′14″E / 31.50167°N 35.92056°E                                               | ثقافي: (i)(iv)(vi)           | 24 (59); منطقة عازلة 90 (220)                              | 2005  | إنّ أهم ما في موقع أم الرصاص الأثري ما لم يتمّ نبشه بعد. فالموقع الذي يتضمَّن آثارًا من العصرَيْن البيزنطي والروماني ومن بدايات الإسلام (من أواخر القرن الثالث إلى القرن التاسع ميلادي)، كان مُعسكرًا رومانيًا، ثمّ توسّع ليصبح مدينةً ابتداءً من القرن الخامس. وقد تمّ استكشاف المُعسكر المحّصن قليلاً. ويحتوي الموقع أيضًا على 16 كنيسةً يملك البعض منها أرضيّاتٍ من الفسيفساء تمّت المُحافظة عليها بشكلٍ جيّد، لا سيّما أرضيّة كنيسة القديس اسطفانوس التي تمثّل مدن المنطقة. والبرجان المربّعان هما على الأرجح الشاهدان الوحيدان على تعابير نسّاك الأعمدة (رهبان نساك ينعزلون على قمة عمود أو برج) المعروفة جيدًا في هذه المنطقة من العالم. وتنتشر آثار النشاطات الزراعيّة القديمة في موقع أم الرصاص وفي ضواحيها. | [ 214 ]         |
| منطقة سفانيتي العليا                                                             | Stone towers in a mountain landscape | القوقاز، جورجيا · 42°54′59″N 43°0′41″E / 42.91639°N 43.01139°E                                                   | ثقافي: (iv)(v)               | 1.06 (2.6); منطقة عازلة 19 (47)                            | 1996  | تعكس منطقة سفانيتي العليا، في القوقاز، والتي تمّ الحفاظ عليها بفضل عزلة طويلة، صورةً استثنائية لصورة جبل لا تزال فيه القرى على أشكالها خلال القرون الوسطى، ولا تزال البيوت-الأبراج فيها تسيطر على هندستها. قرية شزهاشي مثلا، تضمّ أكثر من مائتين من هذه الإنشاءات التي تتّسم بغاية من الابتكار والمخصّصة في آن للسكن وللدفاع ضد الغزاة الذين كانوا يهددون المنطقة. | [ 216 ]         |
| محمية وادي رم                                                                    | A dry mountain landscape with smoothened rocks.                                                                                                | محافظة العقبة، الأردن · 29°38′N 35°26′E / 29.633°N 35.433°E                                                      | مختلط: (iii)(v)(vii)         | 74,180 (183,300); منطقة عازلة 59,177 (146,230)             | 2011  | موقع مختلط، طبيعي وثقافي في آن، تبلغ مساحته 000 74 هكتار. وتقع منطقة وادي رم جنوب الأردن بالقرب من الحدود الأردنية السعودية وهي عبارة عن صحراء متنوعة التضاريس تشمل مجموعة من الأودية الضيقة والأقواس الطبيعية والمنحدرات الشاهقة والطرق المنحدرة، فضلاً عن أكوام كبيرة من الصخور المنهارة وعدد من الكهوف. وتشهد النقوش والرسوم على الصخور والبقايا الأثرية الموجودة في الموقع على ما عرفته منطقة وادي رم من مستوطنات بشرية وتفاعل بين الإنسان والبيئة الطبيعية على مدى 000 12 سنة. وعُثر في الموقع على 000 25 منحوتة صخرية و000 20 نقش على الصخور تقف شاهداً على تطوُّر الفكر البشري والمراحل الأولى لتطوير الأبجدية. ويجسد هذا الموقع تطوُّر الفلاحة والزراعة والحياة الحضرية في المنطقة. | [ 218 ]         |
| مدينةباكو المحصنة مع قصر الشرفنشاهات وقلعة العذراء                               | Ruins of underground buildings and a building with cuppola above ground.                                                                       | آبشوران، أذربيجان · 40°22′0″N 49°50′0″E / 40.36667°N 49.83333°E                                                  | ثقافي: (iv)                  | 22 (54)                                                    | 2000  | شُيّدت القلعة على موقع مسكون منذ العصر الباليوليتي وهي تجسّد استمرارية ثقافية مميّزة بآثار الوجود الزارادشتي والساساني والعربي والفارسي والشاروني والعثماني والروسي فيها. وقد حافظت المدينة داخل الاسوار (إشاري شيهر) على قسم كبير من جدرانها التي تعود إلى القرن الثاني عشر. أما برج العذراء (غيز غالاسي) والذي تعود هياكله الأصلية إلى القرنين السابع والسادس قبل الميلاد، فقد تمّ ترميمه في القرن الثاني عشر. ويبقى قصر الشرفنشاهات الذي شيّد في القرن الخامس عشر تحفة فنيّة أخرى من الهندسة الأذربيجانية. | [ 220 ]         |
| المدينة البيضاء تل أبيب—الحركة العصرية                                           | White modern building. | تل أبيب، إسرائيل · 32°4′0″N 34°47′0″E / 32.06667°N 34.78333°E                                                    | ثقافي: (ii)(iv)              | 140 (350); منطقة عازلة 197 (490)                           | 2003  | أنشئت تل أبيب في العام 1909 وتطورت كمدينة عاصمية في عهد الانتداب البريطاني في فلسطين. وقد بدأ بناء المدينة البيضاء في السنوات 1930 ودام حتى السنوات 1950، حسب مخطط مُدني وضعه السير باتريك جيديس، ويعكس مبادئ التنظيم المُدني العضوي العصري. فصمّم الأبنيةَ مهندسون معماريون وفدوا إلى المدينة بعد أن تعلّموا المهنة ومارسوها في بلدان متعددة من أوروبا. وفي ذاك المكان وفي ذاك الإطار الثقافي الجديد، حققوا مجموعة هندسية مميزة خاصة بالحركة العصرية. | [ 222 ]         |
| مقبرة بيت شعاريم الكبيرة: مقام بارز في حركة التجدد اليهودي                       | White modern building. | شمال إسرائيل، إسرائيل · 32°42′8″N 35°7′37″E / 32.70222°N 35.12694°E                                              | ثقافي: (ii)(iii)             | 643 (1,590); منطقة عازلة 122 (300)                         | 2015  | يضم هذا الموقع سلسلة من سراديب المقابر وقد تطور اعتباراً من القرن الثاني ميلادية بوصفه المدفن اليهودي الرئيسي الواقع خارج القدس، وذلك بعد فشل حالة التمرد الثانية التي قادها اليهود ضد الهيمنة الرومانية. وتُعد سراديب المقابر هذه، الواقعة جنوب شرق حيفا، ثروة حقيقية بما تشمله من أعمال فنية وكتابات باللغات اليونانية والآرامية والعبرية. ويقدّم الموقع دليلاً فريداً على ماضي الديانة اليهودية في عهد الحاخام يهوذا الذي نُسبت إليه رؤية التجدد اليهودي بعد العام 135 ميلادية. | [ 224 ]         |
| كسانتوس – ليتاؤون                                                                | Ruins of buildings and of an amphitheatre. | موغلا وأنطاليا، تركيا · 36°20′6″N 29°19′13″E / 36.33500°N 29.32028°E                                             | ثقافي: (ii)(iii)             | 126 (310); منطقة عازلة 63 (160)                            | 1988  | يجسد هذا الموقع الذي يقوم مقام عاصمة ليشي مزيجاً من التقاليد الليشية والتأثير اليوناني بفنّه الجنائزي على نحو خاص. وتتسم الكتابات المدوّنة على النصب بأهمية كبرى للتعرف إلى تاريخ الليشيين ولغتهم الهند-أوروبية. | [ 226 ]         |
| مدينة شوشان                                                                      | | محافظة خوزستان، إيران · 32°11′22″N 48°15′22″E / 32.18944°N 48.25611°E                                            | ثقافي: (i)(ii)(iii)(iv)      | 350 (860); منطقة عازلة 600 (1,500)                         | 2015  | يضم هذا الموقع الذي يقع جنوب غرب إيران، في الجانب الأسفل من جبال زاغروس، مجمعاً أثرياً بُني على الضفة الشرقية لنهر شاور، وقصر أردشير على الضفة المقابلة للنهر. وكانت من بين الآثار المعمارية التي كُشف عنها في إطار عمليات تنقيب منشآت إدارية ودينية وسكنية وقصور. وتضم مدينة شوشان سلسلة من المباني الحضرية المتداخلة التي بُنيت بلا انقطاع بين الألفية الخامسة قبل الميلاد والقرن الثالث عشر ميلادية. ويقدّم الموقع دليلاً استثنائياً على التقاليد الثقافية للعيلاميين والفرس والبارثيين، التي اندثر جزء كبير منها. | [ 228 ]         |
| صحراء لوط                                                                        | | محافظة كرمان، إيران · 30°12′58″N 58°50′20″E / 30.21611°N 58.83889°E                                              | ثقافي: (vii)(viii)           | 2,278 (5,630); منطقة عازلة 1,794 (4,430)                   | 2016  | تقع صحراء لوط جنوب شرق الجمهوريّة الإسلاميّة الإيرانيّة. وشهدت هذه المنطقة الرطبة شبه الاستوائيّة بين شهري حزيران/ يونيو وتشرين الأول/ أكتوبر رياحاً قويّة حاملة معها الرواسب ما أدّى إلى تعرية المكان على نطاق واسع. والمعروف أن الموقع يجسّد مثالاً مذهلاً على النقوش الناجمة عن التعرية الريحيّة مثل التلال المتموّجة. كما يوجد في الموقع صحاري صخريّة شاسعة بالإضافة إلى مساحات كبيرة من الكثبان الرمليّة. ويشكّل هذا الموقع واحداً من الأمثلة الاستثنائية على التحولات الجيولوجيّة في وقتنا الحاضر. | [ 230 ]         |
| القناة الفارسية                                                                  | | إيران · 34°17′24″N 58°39′16″E / 34.29000°N 58.65444°E                                                            | ثقافي: (vii)(viii)           | 2016                                                       | 2016  | في المناطق القاحلة في ايران، يستخدم نظام القنوات القديم في ري الأراضي الزراعية حيث يتم سحب المياه من مصادر المياة الجوفية في الوديان ثم يتم نقلها بفضل الجاذبيّة الأرضيّة عبر الأنفاق المجهزة تحت الأرض والتي تمتدّ أحياناً لبضعة كيلومترات. هذا وتمتلك القنوات الإحدى عشرة التي يضمها هذا الموقع، مناطق راحة للعمال وخزانات للمياه وطواحين مائية. ويمكّن نظام الإدارة التقليديّة المستخدم حتى يومنا هذا من توزيع المياه على نحو متساوٍ ومستدام. وتشهد هذه القنوات على التقاليد الثقافيّة وعلى الحضارات التي تعاقبت على المناطق الصحراويّة ذات المناخ الجاف. | [ 231 ]         |
| مدينة يزد التاريخية                                                              | | محافظة يزد، إيران · 31°54′5″N 54°22′9″E / 31.90139°N 54.36917°E                                                  | ثقافي: (iii)(v)              | 19,567 (48,350); منطقة عازلة 66,593 (164,550)              | 2017  | تتوسط يزد الهضبة الايرانية وعلى جانب من صحراء لوط، وتتجاور مع محافظات اصفهان، فارس، خراسان وكرمان. | [ 232 ]         |
| الأهوار جنوب العراق ومدن بلاد الرافدين                                           | | محافظة ذي قار، محافظة ميسان، محافظة البصرة، محافظة المثنى العراق · 31°33′44″N 47°39′28″E / 31.56222°N 47.65778°E | ثقافي: (iii)(v)(ix)(x)       | 209,321 (517,240); منطقة عازلة 211,544 (522,740)           | 2016  | يضم هذا المكان ستّة مواقع هي: ثلاثة مواقع أثريّة وأربعة مناطق رطبة ومستنقعات جنوب العراق. وتعد مدينتا أوروك وأور الأثريتين بالإضافة إلى الموقع الأثري في مدينة إريدو (تل أبو شهرين) جزءاً من آثار المدن والمباني السومريّة التي أنشئت في بلاد ما بين النهرين بين الألفيتين الرابعة والثالثة قبل الميلاد على ضفاف نهري دجلة والفرات. وتعدّ أهوار جنوب العراق، مناطق فريدة من نوعها حيث فيها أكبر دلتا داخلية في العالم في بيئة حارة وجافة للغاية. | [ 234 ]         |
| المنظر الساساني الأثري في منطقة فارس (بيشابور، فيروز آباد، سروستان)              | | محافظة فارس، إيران · 29°46′38.93″N 51°34′13.62″E / 29.7774806°N 51.5704500°E                                     | ثقافي: (I), (II), (v)        | 6,393 (15,800); منطقة عازلة 12,715 (31,420)                | 2018  | يضم هذا المنظر، الواقع جنوب شرق محافظة فارس الإيرانية، ثمانية مواقع أثرية موزعة في ثلاث مناطق جغرافية، هي: فيروز آباد، وبیشابور، سروستان. وتعود هذه المنشآت المحصنة والقصور والمخططات الحضرية إلى بدايات ونهايات الإمبراطورية الساسانية التي حكمت المنطقة بين عامي 224 و658 بعد الميلاد. وتضم هذه المواقع بوجه خاص العاصمة الأولى لأردشير الأول الذي أنشأ السلالة الحاكمة، وكذلك مدينة ومنشآت أثرية تعود لخلفه، الملك شابور الأول. ويعدّ هذا المنظر الأثري، القائم على الاستخدام الأمثل للمعالم والتضاريس الطبيعية، شاهداً على التأثير الكبير للتقاليد الثقافية لسلالة الأخمينيون والإمبراطورية الفرثية، والفن الروماني، على فن العمارة والأنماط الفنية الإسلامية. | [ 236 ]         |
| مدينة قلهات الأثرية                                                              | | ولاية صور، سلطنة عمان · 22°41′42.8″N 59°22′41.2″E / 22.695222°N 59.378111°E                                      | ثقافي: (ii)(iii)             | 7,582 (18,740); منطقة عازلة 17,009 (42,030)                | 2018  | يضم الموقع، الموجود على الساحل الشرقي لسلطنة عُمان، مدينة قلهات التاريخية التي تحدّها أسوار داخلية وخارجية، بالإضافة إلى مناطق تحتوي على قبور ضخمة أثرية خارج هذه الأسوار. وكانت المدينة ميناءً هاماً على الساحل الشرقي لشبه الجزيرة العربية، إذ تطور بين القرنين الحادي عشر والخامس عشر الميلادي، وذلك في فترة حكم أمراء هرمز. وتقدم المدينة اليوم شهادات أثرية فريدة على التبادلات التجارية بين الساحل الشرقي لشبه الجزيرة العربية وأفريقيا الشرقية والهند حتى الصين وجنوب شرق آسيا. | [ 240 ]         |
| واحة الأحساء                                                                     | | المنطقة الشرقية، المملكة العربية السعودية · 25°24′7″N 49°37′50″E / 25.40194°N 49.63056°E                         | ثقافي: (iii)(iv)(v)          | 8,544 (21,110); منطقة عازلة 21,556 (53,270)                | 2018  | تقع الواحة في محافظة الأحساء وتنمو فيها أكثر من مليون ونصف نخلة، وتعد أكبر واحة نخيل محاطة بالرمال في العالم. تقام بجوارها أعمال زراعية واسعة لوفرة المياه والعيون العذبة. يشتمل الموقع على عدة معالم وهي: مسجد جواثى، قصر إبراهيم، قصر صاهود، قصر محيرس، قصر أبو جلال، ميناء العقير، جبل قارَة، سوق القيصرية. | [ 242 ]         |
| غوبيكلي تيبي                                                                     | | شانلي أورفة، تركيا · 37°13′00″N 38°55′21″E / 37.21667°N 38.92250°E                                               | ثقافي: (i)(ii)(iv)           | 126 (310)                                                  | 2018  | يمثل هذا الموقع، الموجود في سلسلة جبال غيرموس جنوب شرق الأناضول، إنشاءات معمارية مغليثية ضخمة دائرية ومستطيلة الشكل. وتفسر هذه الإنشاءات على أنها منشآت صخرية محصنة شيدها مجموعات من الصيادين والمزارعين في العصر الحجري الحديث بين عامي 9600 و8200 قبل الميلاد. ولا شك أنّ هذه الآثار استخدمت لأغراض الطقوس الدينية، وربما في إحياء مراسم الدفن تحديداً. وقد نُقش على الأعمدة النمطية، المشيدة على شكل حرف T باللغة الإنجليزية رسومات لحيوانات برية، الأمر الذي يقدّم لمحة عن نظرة السكان حينها للعالم، وكذلك عن المعتقدات التي كانت لديهم في شمال بلاد الرافدين منذ قرابة 11500 عام. | [ 244 ]         |
| بابل                                                                             | | بابل، العراق · 44°25′15″N 32°32′31.09″E / 44.42083°N 32.5419694°E                                                | ثقافي: (iii)(vi)             | 1,054.3 (2,605)                                            | 2019  | يقع موقع بابل الأثري على بعد 85 كم جنوب بغداد، ويتكون من آثار المدينة التي كانت، بين عامي 626 و539 قبل الميلاد، مركز الإمبراطورية البابلية الحديثة، وذلك إلى جانب عدد من القرى والمناطق الزراعية المحيطة بالمدينة القديمة. وتقدم هذه الآثار – الأسوار الداخلية والخارجية للمدينة، والأبواب، والقصور، والمعابد - شهادة فريدة على واحدة من أكثر الإمبراطوريات نفوذاً في العالم القديم. كانت بابل مقراً لعدد من الإمبراطوريات المتعاقبة، بقيادة حكام مثل حمورابي أو الملك نبوخذ نصر. وتجسّد بابل إبداع الإمبراطورية البابلية الحديثة في أوجها. وكان لارتباط المدينة بواحدة من عجائب الدنيا السبع في العالم القديم - حدائق بابل المعلقة - تأثيراً على أشكال الثقافة الفنية والشعبية والدينية على مستوى العالم. اشترطت منظمة اليونسكو التزام السلطات العراقية بشروط المنظمة وأزالة المخلفات، وأمهلت السلطات العراقية حتى عام 2020، وقد وافقت لجنة التراث العالمي لليونسكو بأجماع أعضائها الحادية والعشرون على إدراج بابل القديمة بعد ثلاث عقود من الجهود التي بذلتها حكومة العراق. وأشترطت اليونسكو على الحكومة العراقية إزالة التغيرات التي طرأت على المدينة الأثرية، وأبرزها أنبوب النفط وقصر صدام والزحف العمراني والمستنقعات المائية، قبل فبراير 2020. ورصد العراق مبلغ 250 مليون دولار لإزالة التغيرات. كشف نواب عن محافظة بابل، تخصيص 59 مليار دينار عراقي لتنفيذ مشاريع في المدينة الأثرية، ومبالغ أخرى ستعمل على تأمينها منظمة اليونسكو، وعن نية لاعتبار محافظة بابل «عاصمة العراق التاريخية» خلال العام المقبل. كشف عضو اللجنة المالية النائب صادق مدلول السلطاني، الذي شارك في جلسة التصويت على إدراج مدينة بابل، أن اللجنة المالية في مجلس النواب خصصت 60 مليار دينار لعام 2019 وأن المبلغ في الخمس سنوات المقبلة سيكون 200 مليار دينار وبالتنسيق مع وزارة الثقافة والسياحة والآثار والحكومة الأتحادية. وأعلن البنك المركزي العراقي، عن تخصيص مليار دينار عراقي من حساب مبادرة تمكين، تصرف على الايفاء بمتطلبات هذا الادراج. وقد أختار المكتب التنفيذي لمجلس الوزراء العربي للسياحة في الجامعة العربية، مدينة بابل لتكون عاصمة للسياحة العربية لعام 2021. | [ 258 ]         |
| معالم مملكة سبأ - مأرب                                                           | | محافظة مأرب، اليمن 15°42′6″N 45°34′31″E / 15.70167°N 45.57528°E                                                  | ثقافي: (iii)(iv)             | —                                                          | 2023  | معالم مملكة سبأ هي مواقع أثرية قديمة من حضارة مملكة سبأ الغنية التي اشتهرت بإنجازاتها المعمارية والجمالية والتكنولوجية منذ الألفية الأولى قبل الميلاد وحتى وصول الإسلام. المعالم شاهدة على الإدارة المركزية المعقدة للمملكة عندما سيطرت على جزء كبير من طريق البخور عبر شبه الجزيرة العربية، ولعبت دورًا رئيسيًا في الشبكة الأوسع للتبادل الثقافي التي تعززها التجارة مع البحر الأبيض المتوسط وشرق إفريقيا. تقع المعالم في محافظة مأرب وتضم سبعة مواقع من في منطقة شبه قاحلة من الوديان والجبال والصحاري، وتشمل مستوطنات حضرية كبيرة مع المعابد الضخمة والأسوار والمباني الأخرى. يعكس نظام الري في مأرب القديمة براعة تكنولوجية في الهندسة الهيدرولوجية والزراعة على نطاق لا مثيل له في جنوب شبه الجزيرة العربية القديمة، مما أدى إلى إنشاء أكبر واحة قديمة من صنع الإنسان. من ضمن الآثار مدينة مأرب القديمة، ومعبد أوام ومعبد بران ومدينة صرواح القديمة. | [ 259 ]         |